# Poljsko-sovjetska vojna
Poljsko-sovjetska vojna (poljsko wojna polsko-bolszewicka, wojna polsko-sowiecka, wojna polsko-rosyjska 1919–1921, wojna polsko-radziecka, rusko советско-польская война, sovetsko-polskaja vojna, польский фронт, polski front) od pozne jeseni 1918/14. februarja 1919 – 18. marca 1921 je potekala predvsem med Drugo poljsko republiko in Rusko sovjetsko federativno socialistično republiko, preden je ta postala zvezna republika, na ozemljih, ki sta jih po delitvi Poljske posedovali Rusko cesarstvo in Habsburška monarhija.
13. novembra 1918 je po zlomu centralnih sil in sklenitvi miru 11. novembra 1918 Ruska sovjetska federativna socialistična republika Vladimirja Lenina razveljavila Brestlitovski mir, ki ga je sklenila s centralnimi silami marca 1918, in začela premikati svoje sile proti zahodu, da si povrne in zavarujejo regije Ober Ost, ki jih je ruska država izgubila s podpisom Brestlitovskega sporazuma in so jih zapustile nemške sile.
Hkrati so vodilni poljski politiki različnih političnih prepričanj sledili splošnemu pričakovanju ponovne vzpostavitve državnih meja na tiste pred delitvijo Poljske leta 1772. Spodbujen s to zamislijo je poljski državni načelnik Józef Piłsudski, na položaju od 14. novembra 1918, začel premikati svoje vojake na vzhod.
Leta 1919, ko je bila sovjetska Rdeča armada še vedno vpletena v rusko državljansko vojno 1917–1922, je poljska vojska vdrla na ozemlja, ki so jih mnogi Poljaki imeli za svoje "Kresy" (obmejno ozemlje). Tistega leta je zavzela večji del današnje Litve in Belorusije. Do julija 1919 so poljske sile prevzele nadzor nad večjim delom vzhodne Galicije in izšle kot zmagovalke iz poljsko-ukrajinske vojne od novembra 1918 do julija 1919. V vzhodnem delu Ukrajine, ki meji na Rusijo, je Simon Petljura poskušal braniti svojo Ukrajinsko ljudsko republiko, ko so boljševiki v ruski državljanski vojni začeli zmagovati in napredovali proti zahodu proti spornim ukrajinskim deželam, pa so se morale Petljurove sile umakniti. Petljura je bil prisiljen poiskati zaveznika in aprila 1920 uradno sklenil zavezništvo s Piłsudskim.
Piłsudski je bil prepričan, da je najboljši način, da si Poljska zagotovi ugodne meje, vojaška akcija in da lahko zlahka premaga sile Rdeče armade. Njegova ofenziva na Kijev se je začela konec aprila 1920 in se končala z zasedbo Kijeva s strani poljskih in zavezniških ukrajinskih sil 7. maja 1920. Sovjetske sile na tem območju so bile šibkejše, vendar niso bile odločilno poražene, saj so se izogibale večjim spopadom in se raje umaknile. Ofenziva je dobila le skromno podporo lokalnega prebivalstva. Več Ukrajincev se je pridružilo Rdeči armadi kot Petljurovim silam.
Rdeča armada je na poljsko ofenzivo odgovorila s protinapadi, od 5. junija 1920 na južni ukrajinski fronti in od 4. julija na severni fronti. Na južni fronti so se Poljaki in njihovi zavezniki, opremljeni z nekaj naprednejšim orožjem, urejeno umaknili, na severni fronti pa se je umik kmalu sprevrgel v kaotičen in neusklajen beg.  Sovjetska vojska je potisnila poljske sile proti zahodu vse do poljske prestolnice Varšave, medtem ko je Direktorat Ukrajine pobegnil v Zahodno Evropo. Strah pred prihodom sovjetskih čet na nemške meje je povečal zanimanje in vpletenost zahodnih sil v vojno. Sredi poletja se je zdel padec Varšave neizogiben, potem pa se je po nepričakovani in odločilni zmagi Poljakov v bitki za Varšavo sredi avgusta stanje obrnilo. Sledilo je napredovanje Poljske proti vzhodu in sovjetska prošnja za mir. 18. oktobra 1920 se je vojna končala.
Riški mirovni sporazum, podpisan 18. marca 1921, je razdelil sporna ozemlja med Poljsko in Sovjetsko Rusijo. Razmejitev je veljala do začetka druge svetovne vojne. Vzhodna meja Poljske je bila vzpostavljena približno 200 km vzhodno od Curzonove linije, ki so jo kot poljsko vzhodno mejo potrdili voditelji antante. Nova poljsko-sovjetska meja je razpolovila današnjo Ukrajino in Belorusijo.
Mirovna pogajanja, ki so jih na poljski strani vodili predvsem nasprotniki Piłsudskega in proti njegovi volji, so se končala z uradnim priznanjem dveh novih sovjetskih republik, Ukrajinske SSR in Beloruske SSR, ki sta postali pogodbeni strani sporazuma. Ta izid in dogovorjena nova meja sta izključevala kakršno koli možnost oblikovanja baltsko-jadransko-črnomorske federacije držav pod vodstvom Poljske, ki jo je predvidel Piłsudski, in izpolnitev drugih ciljev njegove vzhodne politike.

## Imena in datumi konca vojne
Vojna je znana pod več imeni. Najpogostejše ime je poljsko-sovjetska vojna, med drugimi imeni pa so rusko-poljska vojna ali poljsko-ruska vojna in poljsko-boljševiška vojna. Zadnje ime ali krajše boljševiška vojna je najpogostejši v poljskih virih. V nekaterih poljskih virih se omenja tudi kot vojna leta 1920.
Kot zadnje leto vojne se omenjata leti 1920 ali 1921. Zmeda izvira iz dejstva, da je premirje začelo veljati 18. oktobra 1920, uradni sporazum o koncu vojne pa je bil podpisan 18. marca 1921. Dogodke s konca leta 1918 in v letu 1919 je mogoče opisati kot obmejne spopade, saj sta se obe strani zapletli v vsesplošno vojno šele spomladi leta 1920. Vojna konec aprila 1920 je bila stopnjevanje bojev, ki so se začeli leto in pol prej.

## Ozadje
Glavna sporna ozemlja vojne so v današnji Ukrajini in Belorusiji. Do sredine 13. stoletja so bila del srednjeveške Kijevske Rusije. Po obdobju notranjih vojn in mongolski invaziji leta 1240 so dežele postale predmet širitve Kraljevine Poljske in Velike litovske kneževine. V prvi polovici 14. stoletja sta Kijevska kneževina in ozemlje med rekami Dneper, Pripet in Zahodna Dvina postala del Velike litovske kneževine. Leta 1352 sta si Poljska in Litva razdelili Gališko-volinsko kneževino in leta 1569 v skladu s pogoji Lublinske unije med Poljsko in Litvo nekatere ukrajinske dežele prenesli na poljsko krono. Med letoma 1772 in 1795 so številna vzhodnoslovanska ozemlja z delitvami Poljske in Litve postala del Ruskega carstva. Leta 1795 je Poljska med tretjo delitvijo izgubila formalno neodvisnost. Po Dunajskem kongresu 1814–1815 je velik del ozemlja Varšavske vojvodine prešel pod ruski nadzor in postal avtonomna Kongresna Poljska, uradno Kraljevina Poljska. Potem ko so mladi Poljaki med januarsko vstajo leta 1863 zavrnili vpoklic v rusko cesarsko vojsko, je car Aleksander II. Kongresni Poljski odvzel njeno ustavo, poskušal vsiliti splošno rabo ruskega jezika in Poljakom odvzel ogromna zemljišča. Kongresna Poljska je bila neposredno vključena v carsko Rusijo, tako da je bila razdeljena na deset provinc, vsaka z imenovanim ruskim vojaškim guvernerjem in vse pod popolnim nadzorom ruskega generalnega guvernerja v Varšavi.
Po prvi svetovni vojni se je zemljevid Srednje in Vzhodne Evrope temeljito spremenil. Zaradi poraza Nemškega cesarstva so berlinski načrti za ustanovitev vzhodnoevropskih držav z nemško prevlado (Mitteleuropa) propadli. V njih je bila tudi ustanovitev Kraljevine Poljske. Ruski imperij je propadel, kar je povzročilo rusko revolucijo in rusko državljansko vojno. Ruska država je zaradi nemške ofenzive in Brestlitovskega sporazuma, ki ga je podpisala nastajajoča Ruska sovjetska federativna socialistična republika, izgubila ogromno ozemlja. Številni narodi v regiji so v tem videli priložnost za svojo neodvisnost in jo poslušali pridobiti. Zaradi poraza Nemčije na zahodni fronti in umika cesarske nemške vojske na vzhodni fronti se Berlin ni mogel maščevati Sovjetski Rusiji, ki je hitro preklicala Brestlitovski sporazum in si povrnila številna nekdanja ozemlja Ruskega imperija,  vendar zaradi državljanske vojne ni imela dovolj sredstev, da bi se hitro odzvala na nacionalne upore.
Novembra 1918 je Poljska postala suverena država. Med številnimi mejnimi vojnami, ki jih je vodila Druga poljska republika, je bila uspešna velikopoljska vstaja (1918–1919) proti Weimarski Nemčiji. Poljsko-litovsko ozemlje na vzhodu, ki je bilo v letih 1772–1795 vključeno v Ruski imperij in je kot Severozahodno ozemlje ostalo v njegovi posesti do prve svetovne vojne, je po vojni postalo predmet nasprotujočih si poljskih, ruskih, ukrajinskih, beloruskih, litovskih in latvijskih interesov.
V novi neodvisni Poljski je na politiko močno vplival Józef Piłsudski. 11. novembra 1918 je Regentski svet Kraljevine Poljske, organ, ki so ga postavile centralne sile, postavil Piłsudskega za vodjo poljskih oboroženih sil. Kasneje so ga številni poljski politiki priznali kot začasnega vodjo države in je imel v praksi obsežna pooblastila. Po Mali ustavi z dne 20. februarja 1919 je postal državni poglavar in kot tak odgovoren Ustavodavni skupščini.
S propadom ruskih in nemških okupacijskih oblasti so se tako rekoč vse sosede Poljske začele bojevati za nove meje in rešitev drugih odprtih vprašanj. V baltski regiji so potekale finska državljanska vojna, estonska vojna za neodvisnost, latvijska vojna za neodvisnost in litovska vojna za neodvisnost. Rusijo so preplavili notranji boji. V začetku marca 1919 je bila v Moskvi ustanovljena Komunistična internacionala. Marca je bila razglašena Madžarska sovjetska republika  in aprila Bavarska sovjetska republika. Winston Churchill je v pogovoru s predsednikom vlade Davidom Lloydom Georgeom sarkastično komentiral: "Vojna velikanov se je končala, začenjajo se vojne pigmejcev." Poljsko-sovjetska vojna je bila med temi vojnami najdaljša.
Ozemlje, ki je po prvi svetovni vojni postalo Poljska, je bilo med vojno glavno vzhodno bojišče. Nova država ni bila politično stabilna. Julija 1919 je zmagala v težko pričakovani poljsko-ukrajinski vojni proti Zahodnoukrajinski ljudski republiki in se takoj zatem zapletla v konflikte z Nemčijo (šlezijske vstaje 1919–1921) in januarja 1919 s Češkoslovaško. Medtem se je Sovjetska Rusija v letih 1918–1925 osredotočila na preprečitev protirevolucije in intervencije zavezniških sil. Prvi spopadi med poljskimi in sovjetskimi silami so se začeli jeseni in pozimi 1918/1919, potem pa je trajalo leto in pol, da se je razvila obsežna vojna.
Zahodne sile so menile, da je kakršna koli pomembna ozemeljska širitev Poljske na račun Rusije ali Nemčije zelo moteča za novo ureditev Evrope po prvi svetovni vojni, zato zahodni zavezniki niso želeli dati Nemčiji in Rusiji razloga za skupno zaroto. Vzpon in utrditev nepriznanega boljševiškega režima je to zapletel.
Versajska mirovna pogodba, podpisana 28. junija 1919, je uredila zahodno mejo Poljske, Pariška mirovna konferenca (1919) pa ni sprejela dokončne odločitve glede njene vzhodne meje. Zavezniški vrhovni vojni svet je 8. decembra 1919 določil začasno mejo, katere poznejša različica je znana kot Curzonova linija. Meja je bila poskus opredelitve območij z nesporno poljsko etnično večino. Trajna meja bi bila odvisna od prihodnjih pogajanj zahodnih sil z Belo Rusijo, za katero se je domnevalo, da bo zmagala v ruski državljanski vojni. Piłsudski in njegovi zavezniki so za takšen izid pogajanj obtožili predsednika vlade Ignacyja Paderewskega in dosegli njegovo odstavitev. Paderewski se je zagrenjen umaknil iz politike.
Vodja nove ruske boljševiške vlade Vladimir Lenin je želel ponovno pridobiti nadzor nad ozemlji, ki jih je Rusija prepustila z Brestlitovskim mirom marca 1918. Sovjetska Rusija je  13. novembra 1918  razveljavila Brestlitovski sporazum in sklenila v nastajajočih državah v zahodnih delih nekdanjega Ruskega imperija vzpostaviti sovjetsko oblast. Bolj ambiciozen cilj je bil doseči mejo z Nemčijo, kjer se je pričakoval izbruh socialistične revolucije. Do konca poletja 1919 so Sovjeti zavzeli večino vzhodne in osrednje Ukrajine in iz Kijeva izgnali Direktorat Ukrajine. Februarja 1919 so ustanovili Socialistično sovjetsko republiko Litvo in Belorusijo (Litbel). Načrti za nadajlne sovjetske prodore in širjenje revolucije proti zahodu so malo verjetni. Od konca leta 1919 je sovjetska Rdeča armada sicer začela zmagovati nad rusko Belo armado in njenimi zahodnimi zavezniki, revolucionarna vnema v Evropi pa je oslabela. Sovjetska Rusija se je morala ukvarjati predvsem s svojimi težavami n je poskušali skleniti mir s svojimi sosedami, vključno s Poljsko.
Po besedah Aviela Roshwalda je Piłsudski upal, da bo večino ozemelj propadle poljsko-litovske skupne države vključil v prihodnjo poljsko državo tako, da jo bo strukturiral kot večnacionalno federacijo pod vodstvom Poljske. Piłsudski je želel razbiti Ruski imperij in ustanovil federacijo Poljske, Litve, Belorusije, Ukrajine in drugih srednje- in vzhodnoevropskih držav, ki so nastale iz razpadajočih imperijev po prvi svetovni vojni. Njegova vizija je bila Poljska, ki bi nadomestila Rusijo kot veliko silo Vzhodne Evrope. Njegov načrt je izključeval pogajanja pred vojaško zmago. Upal je, da bo nova unija pod vodstvom Poljske postala protiutež morebitnim imperialističnim apetitom Rusije ali Nemčije. Piłsudski je verjel, da neodvisne Poljske ne more biti brez Ukrajine, zato je bil njegov glavni interes ločiti Ukrajino od Rusije. Z vojaško silo je razširil poljske meje v Galiciji in Voliniji ter zatrl ukrajinski poskus samoodločbe na spornih ozemljih vzhodno od Curzonove linije, kjer je živela precejšnja poljska manjšina. 7. februarja 1919 je imel Piłsudski govor o prihodnjih mejah Poljske:
"Ta trenutek je Poljska v bistvu brez meja in vse, kar lahko pridobimo v zvezi s tem na zahodu, je odvisno od antante, se pravi od tega, v kolikšni meri bo želela stisniti Nemčijo. Na vzhodu je drugače, saj se tam vrata odpirajo in zapirajo, odvisno od tega, kdo jih prisili, da se odprejo, in kako daleč."
Poljska se je zato po zamislih Piłsudskega odločila za prodor proti vzhodu, do koder se da.
"Zaprta znotraj meja iz 16. stoletja, odrezana od Črnega in Baltskega morja, prikrajšana za zemljo in mineralna bogastva juga in jugovzhoda, bi se Rusija zlahka spremenila v drugorazredno silo. Poljska kot največja in najmočnejša med novimi državami, bi zlahka vzpostavila vplivno sfero, ki bi se raztezala od Finske do Kavkaza."
Koncepti Piłsudskega so se zdeli bolj napredni in demokratični v primerjavi z načrti konkurenčne Nacionalne demokracije, čeprav so oboji sledili ideji neposredne vključitve in polonizacije spornih vzhodnih dežel.
Po besedah Chwalbe so bile razlike med vizijo Poljske, ki jo je imel Piłsudski, in vizijo njegovega tekmeca, voditelja Nacionalnih demokratov Romana Dmowskega, bolj retorične kot resnične. Piłsudski je dal veliko nejasnih izjav, vendar nikoli ni posebej izrazil svojih pogledov glede vzhodnih meja Poljske ali politične ureditve, ki jo je nameraval urediti v regiji.

### Predhodne sovražnosti
Od konca leta 1917 so se v Rusiji oblikovale poljske revolucionarne vojaške enote in bile oktobra 1918 združene v Zahodno strelsko divizijo. Poleti 1918 je bila v Moskvi ustanovljena kratkotrajna poljska komunistična vlada, ki jo je vodil Stefan Heltman. Tako vojaške kot civilne strukture so bile namenjene olajšanju morebitne uvedbe komunizma na Poljskem v obliki Poljske sovjetske republike.
Glede na negotov položaj, ki je bil posledica umika nemških sil iz Belorusije in Litve ter pričakovanega prihoda Rdeče armade tja, je bila jeseni 1918 na območjih s številnim poljskim prebivalstvom organizirana poljska samoobramba. Najštevilčnejša je bila v Minsku, Vilni in Grodnu. Vojaške enote so bile z odlokom poljskega državnega načelnika Piłsudskega, izdanim 7. decembra 1918, priznane kot del poljskih oboroženih sil.
Nemški Soldatenrat Ober Ost (Vojaški/Delavski svet za Vzhod) je 15. novembra izjavil, da bo njegova oblast v Vilni prešla na stran Rdeče armade.
Pozno jeseni 1918 se je poljska 4. strelska divizija že bojevala z Rdečo armado v Rusiji. Divizija je delovala pod vodstvom poljske vojske v Franciji in generala Józefa Hallerja. Politično se je divizija borila pod vodstvom Poljskega nacionalnega odbora (KNP), ki so ga zavezniki priznavali kot začasno vlado Poljske. Januarja 1919 je po odločitvi Piłsudskega 4. strelska divizija postala del poljske vojske.
Sovjeti so na številnih lokacijah premagali poljske samoobrambne sile. Minsk je ruska Zahodna armada zavzela 11. decembra 1918. 31. decembra je bila tam razglašena Socialistična sovjetska republika Belorusija. Po treh dneh težkih bojev z Zahodno strelsko divizijo so se samoobrambne enote 5. januarja 1919 umaknile iz Vilne. Poljsko-sovjetski spopadi so se nadaljevali januarja in februarja 1919.
Poljske oborožene sile so bile nato na hitro preurejene za boj na več obmejnih frontah. Februarja 1919 sta bili na ruski fronti dve veliki formaciji: severna, ki jo je vodil general Wacław Iwaszkiewicz-Rudoszański, in južna, ki jo je vodil general Antoni Listowski.

### Poljsko-ukrajinska vojna
18. oktobra 1918 je bil v vzhodni Galiciji, ki je še bila del Avstro-Ogrske, ustanovljen Ukrajinski nacionalni svet. Vodil ga je Jevhen Petruševič. Novembra 1918 je bila razglašena tamkajšnja ukrajinska država, ki je postala znana kot Zahodnoukrajinska ljudska republika. Za svoje glavno mesto je razglasila Lvov. Zaradi političnih razlogov, povezanih z Rusijo, ukrajinski poskusi niso pridobili podpore sil Antante.
Ključne zgradbe v Lvovu so Ukrajinci zavzeli 31. oktobra 1918. 1. novembra so poljski prebivalci mesta izvedli protinapad in začela se je poljsko-ukrajinska vojna. Lvov je bil pod poljskim nadzorom od 22. Novembra 1918. Za poljske politike je bila poljska zahteva do Lvova in vzhodne Galicije nesporna. Aprila 1919 je Zakonodajni sejm soglasno razglasil, da mora biti vsa Galicija priključena k Poljski. Od aprila do junija 1919 je iz Francije prihajala poljska Modra armada generala Józefa Hallerja, sestavljena iz več kot 67.000 dobro opremljenih in visoko usposobljenih vojakov. Modra armada je pomagala pregnati ukrajinske sile na vzhod preko reke Zbruh in odločilno prispevala k izidu vojne. Zahodnoukrajinska ljudska republika je bila do sredine julija poražena in vzhodna Galicija je prešla pod poljsko oblast. Uničenje Zahodnoukrajinske republike je potrdilo prepričanje mnogih Ukrajincev, da je Poljska glavni sovražnik njihovega naroda.
Od januarja 1919 so potekali boji tudi v Voliniji, kjer so se Poljaki soočili s silami Ukrajinske ljudske republike pod poveljstvom Simona Petljure. Poljska ofenziva je omogočila prevzem oblasti nad zahodnim delom pokrajine. Poljsko-ukrajinska vojna je bila konec maja prekinjena, v začetku septembra pa je bilo podpisano premirje.
21. novembra 1919 je po spornih posvetovanjih zavezniški Vrhovni vojni svet Poljski podelil nadzor nad vzhodno Galicijo za 25 let, z zagotovitvijo avtonomije ukrajinskega prebivastva. Konferenca veleposlanikov, ki je nadomestila Vrhovni vojni svet, je marca 1923 priznala poljske zahteve po vzhodni Galiciji.

### Poljska obveščevalna služba
Jan Kowalewski, poliglot in amaterski kriptograf, je razbil kode in šifre vojske Zahodnoukrajinske ljudske republike in belih ruskih sil generala Antona Denikina. Avgusta 1919 je postal načelnik kriptografskega oddelka poljskega generalštaba v Varšavi, predhodnika kasnejšega Šifrirnega urada. Do začetka septembra je zbral skupino matematikov z Univerze v Varšavi in Univerze v Lvovu, predvsem ustanovitelje poljske šole matematike Stanisława Leśniewskega, Stefana Mazurkiewicza in Wacława Sierpińskega, ki jim je uspelo zlomiti tudi sovjetske šifre. Med poljsko-sovjetsko vojno je poljsko dešifriranje radijskih sporočil Rdeče armade omogočilo učinkovito uporabo poljskih vojaških sil proti sovjetskim silam in zmago v številnih posameznih bitkah, najpomembnejšo v bitki za Varšavo.

## Vojna

### Začetno stopnjevanje konflikta
5. januarja 1919 je Rdeča armada zavzela Vilno, kar je 28. februarja pripeljalo do ustanovitve Socialistične sovjetske republike Litve in Belorusije (Litbel). 10. februarja je ljudski komisar za zunanje zadeve Sovjetske zveze Georgij Čičerin pisal poljskemu premierju Ignacyju Paderewskemu in predlagal rešitev nesoglasij in vzpostavitev normalnih odnosov med državama. To je bila le ena od niza not, ki sta si jih izmenjali obe vladi v letih 1918 in 1919.
Februarja so poljske čete začele prodirati proti vzhodu, da bi se soočile s Sovjeti. Novi poljski Sejm (parlament)  je razglasil potrebo po osvoboditvi "severovzhodnih provinc Poljske s prestolnico v Vilni". Ko so se nemške enote, ostanki iz prve svetovne vojne, umaknile iz regije, je prišlo do velikega poljsko-sovjetskega spopada - bitke pri Berezi Kartuski. Bitka se je zgodila blizu mesta Bjaroza v Belorusiji med lokalno poljsko ofenzivo od 13. do 16. februarja, ki jo je vodil general Antoni Listowski. Dogodek je bil na poljski strani predstavljen kot začetek osvobodilne vojne proti ruskemu agresorju. Do konca februarja se je sovjetska ofenziva proti zahodu ustavila. Na nižji ravni se je vojna nadaljevala. Poljske enote so prečkale reko Nemen, 5. marca zavzele Pinsk in dosegle obrobje Lide, potem pa je Piłsudski ukazal ustaviti nadaljnje prodiranje proti vzhodu. Sovjetsko vodstvo se je v tem času ukvarjalo z vprašanjem zagotavljanja vojaške pomoči Madžarski Sovjetski republiki in ofenzivo Bele armade v Sibiriji, ki jo je vodil Aleksander Kolčak.
Do julija 1919 je poljska vojska odpravila Zahodnoukrajinsko ljudsko republiko. V začetku aprila je Piłsudski v tajnosti pripravljal napad na Vilno, ki je bila v sovjetskih rokah, in nekaj vojske iz Ukrajine preusmeril na severno fronto. Zamisel je bila ustvariti fait accompli in preprečiti zahodnim silam, da bi ozemlja, ki jih je zahtevala Poljska, podelile Beli Rusiji. Pričakovali so namreč, da bo v ruski državljanski vojni Bela armada premagala Rdečo.
Nova poljska ofenziva se je začela 16. aprila 1920. Pet tisoč vojakov pod poveljstvom Piłsudskega se je odpravilo proti Vilni. Med pohodom so zavzeli Lido, 18. aprila Novogrudok, 19. aprila Baranaviče in 28. aprila Grodno. 19. aprila so po dveh dneh boje zavzeli Vilno. Vlada Litbela je pobegnila iz mesta.
Po zavzetju Vilne je Piłsudski 22. aprila izdal Proglas prebivalcem nekdanje Velike litovske vojvodine. Njegovi politični tekmeci Nacionalni demokrati so ga ostro kritizirali, ker so zahtevali vključitev nekdanje vojvodine neposredno v Poljsko, in nakazali svoje nasprotovanje ozemeljskim in političnim konceptom Piłsudskega. Piłsudski je nadaljeval osvajanje nekdanjih zgodovinskih ozemelj poljsko-litovske skupne države z vojaškimi sredstvi, politične odločitve pa je pustil za kasnejše čase.
25. aprila je Lenin ukazal poveljniku zahodne fronte, naj čim prej vrne Vilno. Enote Rdeče armade so napadle poljske sile in med 30. aprilom in 7. majem porazile enote Edwarda Rydz-Śmigłyja. Poljaki so medtem kljub temu razširili svoje posesti. Rdeča armada, ki ni mogla doseči vseh svojih ciljev hkrati, se je umaknila in se začela okrepljeno spopadati z Belo armado.
15. maja 1920 je bila vzpostavljena litovsko-beloruska fronta pod poveljstvom generala Stanisława Szeptyckega.
V statutu, sprejetem 15. maja, je poljski Sejm pozval k vključitvi vzhodnih obmejnih narodov v poljsko državo kot avtonomne entitete. S tem dejanjem je nameraval narediti pozitiven vtis na udeležence Pariške mirovne konference. Na konferenci je predsednik vlade in zunanji minister Ignacy Paderewski izjavil, da Poljska podpira samoodločbo vzhodnih narodov v skladu z doktrino Woodrowa Wilsona in si bo prizadevala zagotovil podporo Zahoda poljski politiki glede Ukrajine, Belorusije in Litve.
Na zahodu se je poljska ofenziva zaradi velike verjetnosti vojne z Weimarsko republiko zaradi ozemeljskih in drugih vprašanj ustavila pred črto nemških strelskih jarkov in utrdb iz 1. svetovne vojne. Na nemški fronti je bila do sredine junija zbrana približno polovica poljske vojske. Po ratifikaciji Versajske mirovne pogodbe se je na zahodu vzpostavil status quo, na vzhodu pa se je konec junija poljska ofenziva nadaljevala.
Na južni fronti v Voliniji so se poljske sile maja in julija soočile z Rdečo armado, ki je izrivala Petljurove ukrajinske enote s spornih ozemelj. Tamkajšnje podeželsko pravoslavno prebivalstvo je bilo sovražno nastrojeno do poljskih in ukrajinskih oblasti in je aktivno podpiralo boljševike. V Podolju in bližini vzhodne Galicije so poljske vojske vse do decembra počasi napredovale proti vzhodu. Prečkale so reko Zbruh in izrinile sovjetske sile iz številnih krajev.
Poljske sile so 8. avgusta zavzele Minsk in 18. avgusta dosegle reko Berezino.  28. avgusta so bili v napadu in zasedbi mesta Babrujsk prvič uporabljeni tanki. Do 2. septembra so poljske enote dosegle Zahodno Dvino, 10. septembra zavzele Barisav in 21. septembra dele Polocka. Do sredine septembra so Poljaki zavarovali regijo ob Zahodni Dvini od reke Disne do Daugavpilsa in frontno črto razširili proti jugu skozi Polesje in Volinijo. Fronta je vzdolž eke Zbruh dosegla romunsko mejo. Napad Rdeče armade med rekama Zahodna Dvina in Berezina je bil oktobra odbit. Ko je fronta na severu dosegla črto, ki jo je Piłsudski označil za cilj poljskih vojaških operacij, se je razmeroma umirila. Na njej so se dogajali samo sporadični spopadi.
Jeseni 1919 je Sejm izglasoval priključitev osvojenih ozemelj do Zahodne Dvine in Berezine, vključno z Minskom, k Poljski.
Poljski uspehi poleti 1919 so bili posledica dejstva, da so Sovjeti dali prednost vojni z belimi silami, ki je bila zanje ključna. Uspehi so ustvarili iluzijo poljske vojaške moči in sovjetske šibkosti. Piłsudski je v tem smislu izjavil, da ga ne skrbi moč Sovjetske zveze. Če bi le hotel, bi lahko prodrl vse do Moskve in nihče ga ne bi mogel zaustaviti. Pozno poleti je Piłsudski ustavil ofenzivo, ker ni želel izboljšati strateškega položaja napredujoče Bele armade. V začetku poletja 1919 je Belo gibanje prevzelo pobudo in njegove sile, ki jim je poveljeval Anton Denikin in so bile znane kot Prostovoljna vojska, so vkorakale v Moskvo. Piłsuski je kljub pritisku z zahoda zavrnil vključitev Poljske v rusko državljansko vojno, ker je menil, da so za Poljsko Beli bolj nevarni kot boljševiki. Nasprotujoč odnos Piłsudskega do carske Rusije je segal v prejšnje faze njegove kariere. Od začetka svojega mandata vrhovnega poveljnika poljske vojske je sodeloval v vojni proti Sovjetski Rusiji in na podlagi teh izkušenj podcenjeval moč boljševikov. Zato je tudi menil, da bi lahko z boljševiki dosegel bolj ugoden sporazum kot z belimi. Slednji so po njegovem mnenju predstavljali staro rusko imperialno politiko, sovražno do močne Poljske in Ukrajine, neodvisne od Rusije, ki sta bili glavni cilj njegovih dejavnosti. Boljševiki so delitve Poljske razglasili za neveljavne in izjavili, da podpirajo samoodločbo poljskega naroda.  Piłsudski je torej špekuliral, da bi bilo za Poljsko bolje sodelovati z internacionalističnimi boljševiki, ki so bili prav tako nasprotniki zahodnih sil, kot pa z obnovljenim Ruskim carstvom, njegovim tradicionalnim nacionalizmom in partnerstvom z zahodno politiko.  Z zavrnitvijo skupnega napada na Leninovo vlado, ki je bila v velikih težavah, je morda rešil boljševiško vlado od poletja do jeseni 1919. Resnici na ljubo obsežni napadi Poljakov v podporo Denikinu sploh ne bi bili mogoči. Mihail Tuhačevski je kasneje menil, da bi sodelovanje Poljske z Denikinom lahko imelo za Sovjete katastrofalne posledice. Denikin je v svoji knjigi, ki jo je izdal po vojni, štel Poljsko za rešiteljico boljševiške oblasti.
Denikin se je dvakrat obrnil na Piłsudskega za pomoč, prvič poleti in nato jeseni 1919. Po Denikinu bi "poraz južne Rusije povzročil, da se bo Poljska soočila s silo, ki bo postala katastrofa za poljsko kulturo in bo ogrozila obstoj poljske države". Piłsudski je na to odgovoril: "Manjše zlo je olajšati poraz Bele Rusije s strani Rdeče Rusije ... Z obema Rusijama se borimo za Poljsko. Naj ves umazani Zahod govori, kar hoče, ne bomo se dali navleči in uporabiti za boj proti ruski revoluciji. Ravno nasprotno, v imenu stalnih poljskih interesov želimo revolucionarni vojski olajšati delovanje proti protirevolucionarni vojski."  12. decembra je Rdeča armada izrinila Denikina iz Kijeva.
Samozavestni interesi Poljske in Bele Rusije so bili nezdružljivi. Piłsudski je želel razbiti Rusijo in ustvariti močno Poljsko, na drugi strani pa so Denikin, Aleksander Kolčak in Nikolaj Judenič želeli ozemeljsko celovitost "ene, velike in nedeljive Rusije". Piłsudski je boljševiške vojaške sile premalo spoštoval in menil, da je Rdečo Rusijo lahko premagati. Komuniste, zmagovalce v državljanski vojni, je nameraval potisniti daleč na vzhod in jim odvzeti Ukrajino, Belorusijo, baltske dežele in južni Kavkaz, da kot taki ne bi več predstavljali grožnje Poljski.
Od samega začetka konflikta sta poljska in ruska stran dali številne mirovne pobude, ki pa so bile mišljene kot krinka za pridobivanje časa, v katerem sta se obe strani pripravljali na nove vojaške poteze. Eden od nizov poljsko-sovjetskih pogajanj se je začel v Białowieżi po koncu vojaških dejavnosti poleti 1919. V začetku novembra 1919 so pogajanja preselili v Mikaševiče. Piłsudskijev sodelavec Ignacy Boerner se je tam sestal z Leninovim odposlancem Julianom Marhlevskim. Podprta z uspehi svojih vojsk v ruski državljanski vojni je sovjetska vlada decembra zavrnila stroge poljske pogoje premirja. Piłsudski je dva dni po sovjetski zasedbi Kijeva prekinil pogovore v Mikaševičih, vendar večjih vojaških operacij ni nadaljeval.  Boerner obvestil Marhlevskega, da Poljska ne namerava obnoviti svoje ofenzive, kar je Sovjetom omogočilo, da so triinštirideset tisoč vojakov s poljske fronte preusmerili v boj proti Denikinu.
Edina izjema poljske politike stabilizacije fronte od jeseni 1919 je bil zimski napad na Daugavpils. Prejšnji poskusi Rydz-Śmigłyja da bi zavzel mesto poleti in zgodaj jeseni, so bili neuspešni. Predstavniki Poljske in latvijske začasne vlade so 30. decembra podpisali tajni politični in vojaški pakt o skupnem napadu na Daugavpils. 3. januarja 1920 so poljske in latvijske sile, 30.000 Poljakov in 10.000 Latvijcev, začele skupno operacijo proti presenečenemu sovražniku. Boljševiška 15. armada se je umaknila in je niso zasledovali. Spopadi so se končali 25. januarja. Zavzetje Daugavpilsa je opravila predvsem 3. pehotna divizija pod poveljstvom Rydz-Śmigłyja.  Poljaki so kasneje mesto in njegovo okolico predali Latvijcem. Kampanja je prekinila komunikacije med litovskimi in ruskimi silami. Poljska garnizija je v Daugavpilsu ostala do julija 1920. Latvijske oblasti so zatem nadaljevale mirovna pogajanja s Sovjeti, ki so se končala s podpisom začasnega premirja. Piłsudski in poljska diplomacija za takšen razvoj dogodkov nista vedela.
Boji leta 1919 so povzročili oblikovanje zelo dolge frontne črte, ki je bila po besedah zgodovinarja Eugeniusza Duraczyńskega v tej fazi bolj ugodna za Poljsko.
Konec leta 1919 in v začetku leta 1920 se je Piłsudski lotil svoje velikanske naloge razbiti Rusijo in ustvariti Intermarij - blok držav med Baltskim in  Jadranskim morjem in Kavkazom. Ker so Litva in druge države z vzhodnega Baltika sodelovanje v njegovem projektu zavrnile, se je osredotočil na Ukrajino.

### Neuspešen mirovni proces
Pozno jeseni 1919 se je številnim poljskim politikom zdelo, da je Poljska dosegla strateško zaželene meje na vzhodu, zato je treba boj proti boljševikom končati in začeti mirovna pogajanja. Prizadevanja za mir je podpiralo tudi prebivalstvo, ki je organiziralo več protivojnih demonstracij.
Vodstvo Sovjetske Rusije se je takrat soočalo s številnimi perečimi notranjimi in zunanjimi problemi. Da bi učinkovito rešilo težave, je želelo ustaviti vojskovanje in sosedam ponudilo mir v upanju, da se bo s tem rešilo iz mednarodne izolacije, ki ji je bilo izpostavljeno. Morebitne zaveznice Poljske - Litva, Latvija, Romunija in države južnega Kavkaza, ki so jim dvorili Sovjeti, se niso bile pripravljene pridružiti protisovjetskemu zavezništvu pod vodstvom Poljske. Soočeni z vse manjšo revolucionarno vnemo v Evropi so se Sovjeti nagnili k temu, da svoj prepoznavni projekt, sovjetsko Evropo, prestavijo v neko nedoločeno prihodnost.
Mirovne ponudbe, ki so jih v Varšavo poslali ruski zunanji minister Georgij Čičerin in druge ruske vladne institucije med koncem decembra 1919 in začetkom februarja 1920, niso dobile odgovora. Sovjeti so predlagali za Poljsko ugodno demarkacijsko črto, skladno s sedanjimi vojaškimi mejami, trajno določitev meja pa pustili za pozneje.
Medtem ko so bili sovjetski interesi za prekinitev vojne precejšnji, na poljski strani ni bilo tako. Piłsudski, ki je vladal vojski in v precejšnji meri šibki civilni vladi, je preprečil kakršen koli premik k sklenitvi miru. Konec februarja je poljskim predstavnikom naročil, naj začnejo navidezna pogajanja s Sovjeti. Piłsudski in njegovi sodelavci so poudarili, da ima naraščajoča poljska vojaška sila prednost pred Rdečo armado, in bili prepričani, da je vojno stanje ustvarilo zelo ugodne pogoje za gospodarski razvoj Poljske.
4. marca 1920 je general Władysław Sikorski sprožil novo ofenzivo v Polesju. Poljske sile so zabile klin med sovjetske sile v Belorusiji na severu in Ukrajini na jugu. Sovjetska protiofenziva v Polesju in Voliniji je spodletela.
Poljsko-ruska mirovna pogajanja marca 1920 niso prinesla rezultatov, ker Piłsudski ni bil zainteresiran za rešitev spora s pogajanji. Priprave na obsežno nadaljevanje sovražnosti so bile zaključene in na novo imenovani maršal in njegov krog so pričakovali, da bo načrtovana nova ofenziva pripeljala do uresničitve federalističnih zamisli Piłsudskega.
7. aprila je Čičerin obtožil Poljsko, da je zavrnila sovjetsko mirovno ponudbo, in obvestil zaveznike o negativnem razvoju dogodkov ter jih pozval, naj preprečijo prihajajočo poljsko agresijo. Poljska diplomacija je trdila, da mora preprečiti neposredno grožnjo sovjetskega napada v Belorusiji, zahodna diplomacija, ki so se ji sovjetski argumenti zdeli razumni, pa je poljsko zgodbo zavrnila. Sovjetske sile na beloruski fronti so bile takrat šibke in boljševiki niso imeli nobenih načrtov za ofenzivo.

### Zavezništvo Piłsudskega s Petljuro
Potem ko je Piłsudski v zadovoljstvo Poljske z vojsko uničil nastajajoče ukrajinske države, je začel sklepati poljsko-ukrajinsko zavezništvu proti Rusiji. 2. decembra 1919 so Andrij Livitski in drugi ukrajinski diplomati izjavili, da so se pripravljeni odpovedati ukrajinskim zahtevam po vzhodni Galiciji in zahodni Voliniji v zameno za poljsko priznanje neodvisnosti Ukrajinske ljudske republike (UPR). Varšavski sporazum, sklenjen med Piłsudskim, hetmanom Simonom Petljuro, voditeljem ukrajinskih nacionalistov v izgnanstvu, in dvema drugima članoma Direktorata Ukrajine, je bil podpisan 21. aprila 1920.
Zdi se, da je bil to največji politišni uspeh Piłsudskega, ki bi lahko pomenil začetek uspešne implementacije njegovih dolgoletnih načrtov. Petljura, formalni predstavnik vlade Ukrajinske ljudske republike, ki so jo de facto porazili boljševiki, je z nekaj ukrajinskimi enotami pobegnil na Poljsko, kjer je našel politično zatočišče. Njegova oblast se je skrčila na skromno ozemlje v bližini območij pod nadzorom Poljske. Petljura zato ni imel druge izbire, kot da sprejme poljsko ponudbo za zavezništvo, večinoma pod poljskimi pogoji.
S sklenitvijo sporazuma s Piłsudskim je Petljura sprejel poljske ozemeljske pridobitve v zahodni Ukrajini in bodočo poljsko-ukrajinsko mejo ob reki Zbruh. V zameno za odpoved ukrajinskim ozemeljskim zahtevam je dobil obljubo ukrajinske neodvisnosti in poljske vojaške pomoči pri ponovni vzpostavitvi njegove vlade v Kijevu. Zaradi močnega nasprotovanja poljske opozicije vzhodni politiki maršala Piłsudskega, so pogajanja s Petljuro potekala v tajnosti. Besedilo sporazuma, sklejenega  21. aprila, je ostalo tajno. Poljska je s sporazumom Ukrajini priznala pravico do delov nekdanje poljsko-litovske države vzhodno od Zbruha. 24. aprila je bila sporazumu dodana vojaška konvencija, ki je ukrajinske vojaške enote postavila pod poljsko poveljstvo. Do 1. maja je bil sklenjen tudi poljsko-ukrajinski trgovinski sporazum. Sporazum ni bil podpisan, da bi njegove določbe, ki so predvidevale izkoriščanje Ukrajine s strani Poljske, ne povzročile katastrofalne škode Petljurovemu političnemu ugledu.
Za Piłsudskega je zavezništvo pomenilo prvi korak k njegovemu Intermariju in pridobitev potencialno najpomembnejšega partnerja federacije. Sporazum je hkrati izpolnil njegove zahteve po ozemljih na poljski vzhodni meji in želje po ukrajinski državi med Poljsko in Rusijo pod poljsko prevlado. Po mnenju Richarda K. Deba Petljura ni mogel prispevati veliko k poljski ofenzivi, Piłsudskemu pa je zavezništvo zagotovilo nekaj kamuflaže za očitno agresijo. Za Petljuro je sporazum pomenil zadnjo priložnost, da ohrani ukrajinsko državnost in vsaj teoretično neodvisnost ukrajinskega osrčja, kljub temu, da je sprejel izgubo zahodnoukrajinskih ozemelj v korist Poljske.
Britanci in Francozi niso priznali Ukrajinske ljudske republike in so jeseni 1920 preprečili njen sprejem v Društvo narodov. Sporazum z ukrajinsko republiko Poljski ni dala mednarodne podpore, ampak je povzročila nove napetosti in konflikte, zlasti znotraj ukrajinskih gibanj, ki so si prizadevala za neodvisnost države.
Sporazum Piłsudskega in Petljure je v njunih državah naletel na močno nasprotovanje. Piłsudski se je soočil z ostrim nasprotovanjem Nacionalnih demokratov Romana Dmowskega, ki so nasprotovali ukrajinski neodvisnosti. Stanisław Grabski je v znak protesta proti zavezništvu in prihajajoči vojni v Ukrajini odstopil kot predsednik odbora za zunanje zadeve v Sejmu, kjer so bili Nacionalni demokrati prevladujoča sila. Za vse prihodnje politične rešitve bi bila potrebna njihova odobritev. Številni ukrajinski politiki so Petljuro kritizirali, ker je sklenil pakt s Poljaki in jim prepustil zahodno Ukrajino. Z njihovega vidika je po uničenju Zahodnoukrajinske republike zahodno Ukrajino okupirala Poljska.

Na zasedenem ozemlju, namenjenem Ukrajinski ljudski republiki, so se poljski uradniki ukvarjali s prisilnimi rekvizicijami, od katerih so bile nekatere namenjene oskrbi vojakov, pa tudi z obsežnim ropanjem Ukrajine in njenih prebivalcev. Vse to je odobrila poljska oblast na najvišji ravni. Lokalne oblasti so spodbujale in odobravale ropanje vlakov, naloženih z blagom, in ropanje poljskih vojakov na ukrajinskem podeželju in mestih. V svojih pismih generalu Kazimierzu Sosnkowskemu in ministrskemu predsedniku Leopoldu Skulskemu 29. aprila in 1. maja je Piłsudski poudaril, da je bil železniški plen ogromen, več pa ni smel razkriti, ker so bila dejanja v nasprotju s sporazumom Poljske z Ukrajino.
Zavezništvo s Petljuro je dalo Poljski na začetku kijevske kampanje  15.000 zavezniških ukrajinskih vojakov. Med vojno se je njihovo število z novačenjem in sovjetskimi dezerterji povečalo na 35.000. 1. septembra 1920 je bilo na poljskem seznamu živilskih obrokov samo še 22.488 ukrajinskih vojakov.

### Od kijevske ofenzive do premirja

#### Poljske sile
Poljsko vojsko so sestavljali vojaki in častniki, ki so služili v vojskah vseh predvojnih imperijev, ter številni naborniki in prostovoljci. Veterani poljskih legij Piłsudskega in Poljske vojaške organizacije so tvorili privilegiran sloj. Vključitev Velikopoljske vojske in Modre armade v nacionalne sile je predstavljala številne izzive. Združitev Velikopoljske vojske pod vodstvom generala Józefa Dowbor-Muśnickega, zelo cenjene sile s 120.000 vojaki, in Modre armade pod vodstvom generala Józefa Hallerja z glavno poljsko vojsko pod poveljstvom Piłsudskim je bila dokončana 19. oktobra 1919 na simbolični slovesnosti v Krakovu.
Znotraj mlade poljske države, katere obstoj je bil negotov, so se člani številnih skupin upirali vpoklicu v vojsko. Med njimi so bili predvsem kmetje, prebivalci majhnih mest, Judje in Ukrajinci z ozemelj pod nadzorom Poljske. Poljska vojska je bila v veliki večini etnično poljska in katoliška. Problem povečanega dezerterstva poleti 1920 je povzročil uvedbo smrtne kazni za dezerterje avgusta tistega leta. Hitri vojaški sodni procesi in usmrtitve so pogosto potekali na isti dan.
Vojakinje so delovale kot pripadnice Prostovoljne ženske legije in običajno opravljale pomožne naloge. Sistem vojaškega usposabljanja za častnike in vojake je bil vzpostavljen z znatno pomočjo francoske vojaške misije na Poljskem.
Poljsko vojno letalstvo je imelo približno dva tisoč letal, večinoma starih. 45 % letal je sovražnik zajel, zato je bilo na razpolago samo približno dvesto letal. Uporabljali so jih za različne namene, vključno z bojem, večinoma pa za izvidovanje. Kot del francoske misije je bilo na Poljskem 150 francoskih pilotov in navigatorjev.
Po besedah Normana Daviesa je težko oceniti moč armad obeh sprtih strani, ker pogosto tudi generali niso imeli popolnih poročil o številčnem stanju svoje vojske.
Poljske sile so s približno 100.000 mož ob konca leta 1918 narasle na več kot  500.000 mož v začetku leta 1920 in 800.000 spomladi istega leta. Pred bitko za Varšavo je vojska dosegla število približno milijon vojakov, vključno s 100.000 prostovoljci.
Poljskim oboroženim silam so pomagali pripadniki zahodnih vojaških misij, zlasti francoske. Poljsko so poleg zavezniških ukrajinskih sil z več kot 20.000 vojaki podpirale tudi ruske in beloruske enote ter prostovoljci številnih drugih narodnosti. V letalski skadrilji Kościuszko je služilo dvajset ameriških pilotov. Njihov prispevek spomladi in poleti 1920 na ukrajinski fronti je veljal za ključnega.
Na poljski strani so se bojevale tudi ruske protiboljševiške enote, poleti 1919 okoli tisoč vojakov. Največjo rusko formacijo je sponzoriral Ruski politični komite, ki ga je zastopal Boris Savinkov. Poveljeval je general Boris Permikin.  3. ruska armada, ki je štela več kot 10.000 za boj sposobnih mož, je bila na začetku oktobra 1920 premeščena na fronto, da bi se borila na poljski strani, vendar se zaradi premirja, ki je takrat veljalo, ni bojevala. 6.000 vojakov se je od 31. maja 1920 hrabro borilo na poljski strani v ruskih kozaških enotah. V letih 1919 in 1920 so se na poljski strani vojskovale tudi različne manjše beloruske formacije. Ruske, kozaške in beloruske vojaške organizacije so imele svoje politične načrte, zato je bila njihova udeležba v poljskih vojnih poročilih marginalizirana ali celo izpuščena.
Sovjetske izgube in spontan vpis poljskih prostovoljcev so omogočili približno enako številčnost obeh vojsk do bitke za Varšavo, ko so Poljaki morda pridobili rahlo prednost v številu in logistiki. Ena večjih formacij na poljski strani je bila Prva poljska armada.

#### Rdeča armada
V začetku leta 1918 sta se Lenin in Lev Trocki lotila obnove ruskih oboroženih sil. Svet ljudskih komisarjev (Sovnarkom) je 28. januarja 1918 ustanovil Rdečo armado, da bi nadomestila demobilizirano rusko cesarsko armado. Vojni komisar (minister) je 13. marca postal Lev Trocki, vlogo zunanjega ministra pa je za Trockim prevzel Georgij Čičerin. 18. aprila je bil ustanovljen Svet komisarjev, ki je začel vojaškim formacijam dodeljevati politične komisarje. Na zahodu nekdanjega Ruskega imperija je bilo tačas milijon nemških vojakov. Po prvih znakih nemškega poraza na Zahodu je Lenin ukazal splošno mobilizacijo z namenom zgraditi večmilijonsko vojsko. Več kot 50.000 nekdanjih carskih častnikov se je pridružilo Beli armadi, 75.000 pa se je do poletja 1919 pridružilo Rdeči armadi.
Revolucionarni vojaški svet Ruske republike je bil ustanovljen septembra 1918. Predsedoval mu je Trocki, ki ni imel vojaških izkušenj ali strokovnega znanja, vendar je vedel, kako mobilizirati vojake, in bil mojster vojne propagande. Revolucionarni vojaški sveti posameznih front in armad so bili podrejeni republiškemu svetu. Sistem je bil mišljen kot implementacija koncepta kolektivnega vodenja in upravljanja vojaških zadev.
Glavni poveljnik Rdeče armade je bil od julija 1919 Sergej Kamenjev. Na ta položaj ga je imenoval Josif Stalin. Terenske štabe Kamenjeva so vodili nekdanji carski generali, vendar je moral vsako njihovo odločitev potrditi vojaški svet. Poveljniški center je bil nameščen v oklepnem vlaku, ki ga je Trocki uporabljal za potovanje po frontnih območjih in usklajevanje vojaških dejavnosti.
Več sto tisoč nabornikov je dezertiralo iz Rdeče armade, kar je imelo za posledico 600 javnih usmrtitev v drugi polovici leta 1919. Vojska je kljub temu izvajala operacije na več frontah hkrati in ostala učinkovita bojna sila.
1. avgusta 1920 je bilo v Rdeči armadi uradno pet milijonov vojakov, vendar je bilo za dejansko bojno silo mogoče šteti le 10 ali 12 odstotkov tega števila. Prostovoljke so služile v bojnih enotah enako kot moški, tudi v 1. konjeniški armadi Semjona Budjonija. Rdeča armada je bila posebej šibka na področju logistike, oskrbe in komunikacij. Velike količine zahodnega orožja so zajele bele in nasprotnikove sile, domača proizvodnja vojaške opreme pa se je med vojno počasi povečevala. Zaloge so bile pogosto kritično majhne. Tako kot v poljski vojski je tudi v sovjetski primanjkovalo zlasti škornjev in mnogi so se borili bosi. Sovjetskih letal je bilo razmeroma malo, na zahodni fronti največ 220, in v zračnem prostoru so kmalu zavladale poljske letalske formacije.
Ko so Poljaki začeli svojo ofenzivo proti Kijevu, je imela sovjetska jugozahodna fronta okoli 83.000 vojakov, od tega 29.000 na fronti. Poljaki so imeli nekaj številčne premoči. Njihovo število je bilo ocenjeno na 12.000 do 52.000 mož.
Med sovjetsko protiofenzivo sredi leta 1920 je bilo na vseh frontah približno 790.000 sovjetskih vojakov, torej vsaj 50.000 več kot Poljakov. Mihail Tuhačevski je ocenil, da je imel 160.000 za boj pripravljenih vojakov, medtem ko je Piłsudski njegove sile ocenil na  200.000–220.000 vojakov.
Po Daviesu je Rdeča armada leta 1920 štela 402.000 mož na zahodni fronti in 355.000 mož na jugozahodni fronti v Galiciji. Ruski vojni zgodovinar Grigorij F. Krivošejev je menil, da je bil med julijem in avgustom na zahodni fronti 382.071 mož in na jugozahodni fronti  282.507 mož.
Po reorganizaciji Zahodne strelske divizije sredi leta 1919 v Rdeči armadi ni bilo več ločenih poljskih enot. Tako znotraj zahodne kot jugozahodne fronte so bile poleg ruskih enot ločene le ukrajinske, latvijske in nemško-madžarske enote. V združenih enotah so se borili številni komunisti različnih narodnosti, tudi Kitajci. Litovska vojska je do neke mere podpirala sovjetske sile.
Med poveljniki, ki so vodili ofenzive Rdeče armade, so bili Semjon Budjoni, Lev Trocki, Sergej Kamenev, Mihail Tuhačevski kot novi poveljnik zahodne fronte, Aleksander Jegorov kot novi poveljnik jugozahodne fronte in Hajk Bžiškjan.

#### Logistika in načrti
Logistika je bila v obeh vojskah zelo slaba. Opremljeni sta bili z ostanki iz prve svetovne vojne in zaplenjeno opremo. Poljska vojska je na primer uporabljala orožje, izdelano v petih državah. Puške so bile izdelane celo v šestih državah in uporabljale različno strelivo. Sovjeti so imeli na razpolago številna vojaška skladišča, ki so jih zapustile nemške vojske po umiku leta  1918–1919, in sodobno francosko orožje, ki so ga v velikem številu zajeli od Belih Rusov in zavezniških ekspedicijskih sil med rusko državljansko vojno. Orožja je kljub temu jim je primanjkovalo, saj so bile tako Rdeča armada kot poljske sile po zahodnih standardih zelo slabo opremljene.
V nasprotju s poljsko je imela Rdeča armada na razpolago obsežen arzenal in popolnoma delujočo oborožitveno industrijo, skoncentrirano v Tuli, oboje podedovano od carske Rusije. Sile v razdeljeni Poljski so se pred prvo svetovno vojno zavestno izogibale industrializaciji etnično poljskih ozemelj, kaj šele gradnji oborožitvene industrije. Posledično na Poljskem ni bilo tovarn orožja in vse, vključno s puškami in strelivom, je bilo treba uvažati. Med vojno in po njej je proizvodnja vojaške opreme postopoma napredovala in dosegla število 140 industrijskih obratov.c
Poljsko-sovjetska vojna ni potekala v jarkih, temveč v mobilnih formacijah. Celotna fronta je bila dolga 1.500 km in imela sorazmerno majhno število vojakov. Med bitko za Varšavo in po njej so Sovjeti trpeli zaradi predolgih transportnih linij in nepravočasne oskrbe svojih sil.
Do začetka leta 1920 je bila Rdeča armada zelo uspešna v borbah proti belemu gibanju. Januarja 1920 so Sovjeti začeli koncentrirati svoje sile na poljski severni fronti ob reki Berezini. Britanski premier David Lloyd George je ukazal odpravo blokade Baltskega morja za Sovjetsko Rusijo, Estonija pa je 3. februarja s Sovjetsko Rusijo podpisala Sporazum iz Tartuja, s katerim je priznala boljševiško vlado. Evropski trgovci z orožjem so začeli Sovjetom dobavljali vojaško opremo, ki jo je Sovjetska zveza plačevala s cesarskim in zaplenjenim zlatom in dragocenostmi.
Od začetka leta 1920 sta se tako poljska kot sovjetska stran pripravljali na odločilne spopade, čeprav Sovjeti še niso povsem premagali belih sil, vključno z vojsko Petra Wrangela, ki jim je grozila z juga. Piłsudski, ki takšnih omejitev ni imel, je lahko napadel prvi. Prepričan, da Bela armada za Poljsko ni več grožnja, se je odločil, da bo dokončno obračunal z boljševiki. Z ofenzivo na Kijev je nameraval premagati južno krilo Rdeče armade in v Ukrajini instalirati propoljsko Petljurovo vlado. Ofenzivo sta podprli Velika Britanija in Francija. Nekateri voditelji zavezniških držav Poljske niso podprli. Med njimi je bil tudi nekdanji britanski premier H.H. Asquith, ki je kijevsko ofenzivo označil za "agresivno in brezobzirno avanturo".

#### Kijevska ofenziva
17. aprila 1920 je poljski generalštab oboroženim silam ukazal, naj zavzamejo napadalne položaje. Rdeča armada, ki se je od 10. marca pregrupirala, ni bila popolnoma pripravljena za boj. Glavni cilj poljske vojaške operacije je bil ustvariti ukrajinsko državo, formalno neodvisno, vendar pod poljskim pokroviteljstvom, ki bi ločila Poljsko od Rusije. 25. aprila je južna skupina poljskih armad pod poveljstvom Piłsudskega začela ofenzivo v smeri Kijeva. Na poljski strani je bilo več tisoč ukrajinskih vojakov pod vodstvom Petljure, ki je predstavljal Ukrajinsko ljudsko republiko.
Aleksander Jegorov, poveljnik ruske jugozahodne fronte, je imel na razpolago 12. in 14. armado. Obe armadi sta šteli samo 15.000 za boj sposobnih in slabo opremljenih vojakov, ki so jih motili kmečki upori v Rusiji. Ko so Sovjeti izvedeli za poljske priprave na ofenzivo, sta bili armadi postopoma okrepljeni.
26. aprila je Piłsudski v svojem Pozivu ljudstvu Ukrajine svojemu občinstvu napovedal, da bo "poljska vojska ostala v Ukrajini le toliko časa, kolikor bo potrebno, da zakonita ukrajinska vlada prevzame oblast nad svojim ozemljem". Čeprav je bilo veliko Ukrajincev protikomunistov, so bili mnogi kljub temu naperjeni proti Poljakom in jim zamerili vdor v Ukrajino.
Dobro opremljena in zelo mobilna poljska 3. armada pod vodstvom Rydz-Śmigłyja je v Ukrajini hitro premagala Rdečo armado.  Sovjetski 12. in 14. armada se večinoma nista odkrito uprli napadalcu in sta se umaknili ali bili potisnjeni preko reke Dneper in zato utrpeli majhne izgube. 7. maja so združene poljsko-ukrajinske sile pod vodstvom vodil Rydz-Śmigłyja ob vstopu v Kijev naletele le na simbolični odpor, saj je večina sovjetske vojske mesto zapustila.
Sovjeti so medtem sprožili svojo prvo protiofenzivo na zahodni fronti. Po ukazu Trockega je Mihail Tuhačevski sprožil ofenzivo na beloruski fronti pred načrtovanim prihodom poljskih čet z ukrajinske fronte. Njegove sile so 14. maja napadle tamkajšnje nekoliko šibkejše poljske armade in prodrle do 100 km globoko na poljska ozemlja med Zahodno Dvino in Berezino. Ko sta iz Ukrajine prispeli dve poljski diviziji in je bila formirana nova rezervna vojska, so Stanisław Szeptycki, Kazimierz Sosnkowski in Leonard Skierski 28. maja sprožili poljsko protiofenzivo. Rezultat je bila povrnitev večine izgubljenega poljskega ozemlja. 8. junija 1920 se je fronta stabilizirala blizu reke Avute in ostala neaktivna do julija 1920.
Poljski prodor v Ukrajino je sprožil protinapade Rdeče armade, ki so se začeli od 29. maja. Do takrat je bila jugozahodna fronta Jegorova precej okrepljena in sposobna začeti napad na območju Kijeva.
Prva konjeniška armada (Konarmija) Semjona Budjonija je večkrat napadla in 5. junija prebila poljsko-ukrajinsko fronto. Sovjeti so z mobilnimi konjeniške enotami začeli motiti poljsko zaledje in ciljali predvsem na komunikacije in logistiko. Do 10. junija so se poljske vojske umikale vzdolž celotne fronte. Rydz-Śmigły se je na ukaz Piłsudskega s svojimi poljskimi in ukrajinskimi četami umaknil iz Kijeva in ga brez boja prepustil Rdeči armadi.

#### Sovjetske zmage
29. aprila 1920 je Centralni komite boljševiške komunistične partije Rusije pozval prostovoljce za vojno s Poljsko, da bi obranili rusko republiko pred poljsko uzurpacijo. Prve enote prostovoljcev so Moskvo zapustile in odšle na fronto 6. maja 1920. 9. maja je sovjetski časopis Pravda natisnil članek "Na zahod!" (rusko На Запад!) s podnaslovom "Skozi truplo Bele Poljske gre pot v svetovni pekel. Na bajonetih bomo ponesli srečo in mir delovnemu človeštvu". 30. maja 1920 je general Aleksej Aleksejevič Brusilov, zadnji vrhovni poveljnik caristične armade, v Pravdi objavil poziv "Vsem bivšim častnikom, kjerkoli že so", v katerem jih je spodbujal, naj odpustijo pretekle krivice in se pridružijo Rdeči armadi. Brusilov je menil, da je domoljubna dolžnost vseh ruskih častnikov, da se pridružijo boljševiški vladi, za katero je mislil, da brani Rusijo pred tujimi napadalci. Lenin je razumel pomen privlačnosti ruskega nacionalizma. Sovjetska protiofenziva je bila resnično okrepljena s sodelovanjem Brusilova: v Rdečo armado je vstopilo ali se vrnilo 14.000 častnikov in več kot 100.000 vojakov nižjih činov. V vojsko je vstopilo tudi na tisoče civilnih prostovoljcev.
3. armada in druge poljske formacije so se med dolgim umikom s kijevske fronte izognile uničenju, vendar so ostale vezane v zahodni Ukrajini in niso mogle podpreti poljske severne fronte, kot je načrtoval Piłsudski.
Poljska 320 km dolga severna fronta je imela plitvo obrambo s  120.000 vojaki, podprtimi s približno 460 topniškimi orodji in brez strateških rezerv. Takšen pristop k ohranjanju ozemlja je kazal na prakso iz prve svetovne vojne. Poljsko-sovjetska fronta je imela malo podobnosti z razmerami v prvi svetovni vojni. Imela je premalo vojakov brez podpore topništva in brez utrdb. Na drugi strani fronte je bila sovjetska vojska s številčno premočjo na strateško ključnih lokacijah.
Rdeči armadi na zahodni fronti je poveljeval Tuhačevski, ki je imel na razpolago več kot 108.000 vojakov in 11.0000 konjenikov, 722 topniških orodij in 2.913 mitraljezov. Po Chwalbi so imele 3., 4., 15. in 16. armada Tuhačevskega pred prebojem zahodne fronte skupno 270.000 vojakov in številčno premoč 3:1.
Močnejša in bolje pripravljena sovjetska druga severna ofenziva se je začela 4. julija vzdolž osi Smolensk–Brest in prečkala reki Avuta in Berezina. Pomembno vlogo je imel 3. konjeniški korpus, znan kot "jurišna vojska", ki ga je vodil Hajk Bžiškjan. Prva in druga poljska obrambna črta sta bili že prvi van prebiti in 5. julija se je začel popoln in hiter umik Poljakov vzdolž celotne fronte. Bojna moč Prve poljske armade se je v prvem tednu spopadov zmanjšala za 46 %, umik pa se je kmalu sprevrgel v kaotičen in neorganiziran beg.
9. julija so se začeli pogovori Litve s Sovjeti. Litovci so izvedli vrsto napadov na Poljake in dezorganizirali načrtovano premestitev poljskih sil. Poljske enote so se 11. julija umaknile iz Minska.
Na črti starih nemških strelskih jarkov in utrdb iz 1. svetovne vojne so Poljaki dva dni branili le Lido. Bžiškjanove enote so skupaj z litovskimi 14. julija zavzele Vilno. Na jugu, v vzhodni Galiciji, se je Budjonijeva konjenica približala Brodiju, Lvovu in Zamošću. Poljakom je postalo jasno, da sovjetski cilji niso omejeni na odgovor na kijevsko ofenzivo, ampak da je ogrožen obstoj neodvisne Poljske.
Sovjetske armade so prodirale proti zahodu izjemno hitro. Z drznim manevrom je Bžiškjan 19. julija zavzel Grodno. Njegov 3. konjeniški korpus je 27. julija zavzel strateško pomembno in lahko branljivo trdnjavo Osowiec. 28. julija je padel Białystok in naslednji dan Brest. Poljsko protiofenzivo, ki si jo je prizadeval sprožiti Piłsudski, je onemogočil nepričakovan padec Bresta. Poljsko vrhovno poveljstvo je poskušalo braniti črto ob reki Bug, ki so jo Rusi dosegli 30. julija, vendar ga je izguba trdnjave Brest prisilila k preklicu načrtov Piłsudskega. Sovjetsko ofenzivo na reki Žabinki so Poljaki zadržali. Po prečkanju reke Narev 2. avgusta je bila zahodna fronta od Varšave oddaljena samo še približno 100 km.
V tem času se je poljski odpor okrepil. Skrajšana fronta je omogočila večjo koncentracijo poljskih čet, vključenih v obrambne operacije. Vojsko je okrepila tudi bližina večjih poljskih mest in dotok prostovoljcev. Poljske oskrbovalne linije so se skrajšale, nasprotnikove pa zelo podaljšale. Poljskemu generalu Sosnkowskemu je v nekaj tednih uspelo zbrati 170.000 novih poljskih vojakov. Tuhačevski je to takoj občutil: namesto hitrega in pričakovanega zaključka njegove ofenzive, je njegova vojska naletela na odločen odpor.
Na jugozahodni fronti so bile poljske sile izrinjene iz večine Ukrajine. Julija 1920 se je začela dolgotrajna bitka pri Lvovu. Stalinovi ukazi na tej fronti, so oslabili položaj Tuhačevskega na severu, kjer so v okolici Varšave avgusta potekali odločilni boji. Namesto usklajenega koncentričnega napada na Varšavo sta se sovjetski fronti vse bolj oddaljevali. Piłsudski je izkoristil nastalo praznino in med bitko za Varšavo 16. avgusta sprožil protiofenzivo.
1. avgusta 1920 sta se poljska in sovjetska delegacija srečali v Baranavičih in si izmenjali noti, vendar njuni pogovori o premirju niso prinesli rezultatov.

#### Diplomatska fronta
Zahodni zavezniki so bili kritični do poljske politike in nezadovoljni z zavrnitvijo Poljske, da bi sodelovala pri zavezniški intervenciji v ruski državljanski vojni, vendar so podprli poljske sile, ki so se kasneje borile proti Rdeči armadi. Poljski so pošiljale orožje, podaljševali kredite in politično podpirali državo. Francija je bila še posebej razočarana, a tudi še posebej zainteresirana za poraz boljševikov, zato je bila Poljska v tem pogledu njena naravna zaveznica. Britanski politiki so imeli zelo široko paleto mnenj o poljsko-ruskem vprašanju, vendar so bili mnogi zelo kritični do poljske politike in delovanja. Januarja 1920 je ameriški vojni minister Newton D. Baker obtožil Poljsko, da vodi imperialno politiko na račun Rusije. Zgodaj spomladi 1920 so zavezniki, razdraženi zaradi ravnanja Poljakov, razmišljali o tem, da bi ozemlje vzhodno od reke Bug prenesli pod zavezniški nadzor pod okriljem Društva narodov.
Jeseni 1919 se je britanska vlada premierja Davida Lloyda Georgea strinjala z dobavo orožja Poljski. 17. maja 1920, po poljskem prevzemu Kijeva, je tiskovni predstavnik kabineta v spodnjem domu zatrdil, da "poljski vladi ni bila dana in se ne daje nobena pomoč".
Začetni uspeh kijevske ofenzive je na Poljskem povzročil ogromno evforijo in večina politikov je priznala vodilno vlogo Piłsudskega. Ko se je plima obrnila proti Poljski, je politična moč Piłsudskega oslabela, moč njegovih nasprotnikov, vključno z Romanom Dmowskim, pa se je okrepila. Vlada Leopolda Skulskega, zaveznika Piłsudskega, je v začetku junija odstopila. Po dolgotrajnih prepirih je bila 23. junija 1920 imenovana izvenparlamentarna vlada Władysława Grabskega.
Zahodni zavezniki so bili zaskrbljeni zaradi napredka boljševiških vojsk, vendar so za situacijo krivili Poljsko. Ravnanje poljskih voditeljev je bilo po njihovem mnenju avanturistično in je pomenilo nespametno igranje z ognjem, kar bi lahko izničilo del sklepov  pariške mirovne konference. Zahodne družbe so želele mir in dobre odnose z Rusijo.
Z napredovanjem sovjetske vojske je samozavest sovjetskega vodstva narasla. V telegramu je Lenin vzkliknil: "Vso našo pozornost moramo usmeriti v pripravo in krepitev zahodne fronte. Objaviti je treba nov slogan, ki se mora glasiti: Pripravite se na vojno proti Poljski." Sovjetski komunistični teoretik Nikolaj Buharin, ki je pisal za časnik Pravda, je želel kampanjo po osvojitvi Varšave nadaljevati "do Londona in Pariza". Po izjavi generala Tuhačevskega: "Na truplu Bele Poljske leži pot v svetovni požar ... Na ... Varšavo! Naprej!" in ker se jima je zmaga zdela skoraj gotova, sta se Stalin in Trocki lotila političnih spletk in debat o smeri glavne sovjetske ofenzive.
Na vrhuncu poljsko-sovjetskega konflikta so bili Judje izpostavljeni antisemitskemu nasilju poljskih sil. Poljaki so v njih videli potencialno grožnjo in jih pogosto obtožili, da podpirajo boljševike. Obtožbam so sledili pogromi. Med bitko za Varšavo so poljske oblasti internirale judovske vojake in prostovoljce ter jih poslale v internacijsko taborišče.
Da bi se zoperstavili neposredni sovjetski grožnji, so bili na Poljskem mobilizirani vsi nacionalni viri. Konkurenčne politične struje so razglasila enotnost in  1. julija 1920 je bil imenovan Svet za obrambo države.  6. julija je bil Piłsudski v Svetu preglasovan, kar je povzročilo odhod premierja Grabskega na konferenco v Spaju v Belgijo, kjer naj bi zaprosil zaveznike za pomoč Poljski in njihovo posredovanje pri vzpostavitvi mirovnih pogajanj s Sovjetsko Rusijo. Predstavniki zaveznikov so kot pogoj za svojo vključitev postavili številne zahteve. 10. julija je Grabski podpisal sporazum, ki je vseboval več pogojev, ki so jih zahtevali zavezniki: poljske sile se bodo umaknile na mejo, ki naj bi bila vzhodna etnografska meja Poljske in so jo zavezniki objavili 8. decembra 1919, Poljska bo sodelovala na naslednji mirovni konferenci, vprašanja suverenosti nad Vilno, vzhodno Galicijo, Cieszynsko Šlezijo in Gdanskom pa bo prepustila zaveznikom. V zameno so Poljski obljubili morebitno pomoč pri posredovanju v poljsko-sovjetskem sporu.
11. julija 1920 je britanski zunanji minister George Curzon poslal telegram Georgiju Čičerinu in od Sovjetov zahteval, naj svojo ofenzivo ustavijo na črti, ki je od takrat znana kot Curzonova linija, in jo sprejmejo kot začasno mejo s Poljsko. Stalna meja bi bila določena na mirovnih pogajanjih. Za mesto pogajanj s Poljsko in Baltskimi državami je bil predlagan London. V primeru sovjetske zavrnitve so Britanci zagrozili, da bodo Poljski pomagali s sicer nedoločenimi ukrepi. Reakcija Romana Dmowskega je bila, da je "poraz Poljske večji, kot so se Poljaki zavedali". V sovjetskem odgovoru, objavljenem 17. julija, je Čičerin zavrnil britansko posredovanje in izjavil, da se je pripravljen pogajati samo neposredno s Poljsko, na kar so se tako Britanci kot Francozi odzvali z bolj dokončnimi obljubami pomoči z vojaško opremo Poljski.
Drugi kongres Komunistične internacionale je potekal v Moskvi med 19. julijem in 7. avgustom 1920. Lenin je na njem govoril o vse bolj ugodnih možnostih za izvedbo svetovne proletarske revolucije, ki bo pripeljala do svetovne sovjetske republike. Delegati so vneto spremljali dnevna poročila s fronte. Kongres je objavil poziv delavcem vseh držav, naj preprečijo prizadevanja svojih vlad za pomoč "beli" Poljski.
Piłsudski je v Obrambnem svetu izgubil še eno glasovanje in vlada je 22. julija poslala v Moskvo delegacijo s prošnjo za vojaška pogajanja. Sovjeti so zatrjevali, da jih zanimajo samo mirovna pogajanja, poljska delegacija pa za tovrstno razpravo ni bila pooblaščena.
Pod pokroviteljstvom Sovjetov je bil 23. julija ustanovljen Začasni poljski revolucionarni komite (Polrevkom), ki naj bi organiziral upravo poljskih ozemelj, ki jih je zavzela Rdeča armada. Komite je vodil Julian Marchlewski, med člani pa sta bila tudi Feliks Dzierżyński in Józef Unszlicht. Na Poljskem pod sovjetskim nadzorom je Komite dobil malo podpore. 30. julija je v Białystoku razglasil konec poljske "plemiško-buržoazne" oblasti. Na mitingu Polrevkoma v Białystoku 2. avgusta je njegove predstavnike v imenu Sovjetske Rusije, boljševiške stranke in Rdeče armade pozdravil Mihail Tuhačevski. 8. julija je bil ustanovljen Galicijski revolucionarni komite (Galrevkom).
24. julija je bila ustanovljena vsestrankarska poljska vlada narodne obrambe pod vodstvom Wincentyja Witosa in Ignacyja Daszyńskega  in na hitro sprejela radikalen program zemljiške reforme, ki naj bi se zoperstavila boljševiški propagandi. Ko se je sovjetska grožnja zmanjšala, se je močno zmanšal tudi obseg obljubljene reforme.
Poljska vlada se je poskušala pogajati s Sovjetsko Rusijo. 5. avgusta je poskušala prečkati fronto in vzpostaviti stik s Sovjeti nova poljska delegacija. 9. avgusta je minister za vojaške zadeve postal general Kazimierz Sosnkowski.
Piłsudskega so ostro kritizirali politiki, od Dmowskega do Witosa. Njegovo vojaško usposobljenost in sposobnost presojanja so postavili pod vprašaj. Piłsudski je kazal znake duševne nestabilnosti, vendar je večina članov Sveta za narodno obrambo, ki ga je Piłsudski pozval, naj presodi o njegovi o njegovi sposobnosti za vodenje vojske, hitro izrazila svoje "polno zaupanje" vanj. Dmowski je razočaran odstopil od članstva v Svetu in zapustil Varšavo.
Poljska je trpela zaradi sabotaž in zamud pri dostavi vojnih zalog, ko so češkoslovaški in nemški delavci začeli zavračali tranzit teh dobav na Poljsko.  Med stavko pristaniških delavcev 24. julija v Gdansku, ki jo je spodbudila Nemčija, je britanski uradnik in zavezniški predstavnik Reginald Tower po posvetovanju z britansko vlado zaposlil svoje vojake za raztovarjanje blaga, namenjenega na Poljsko. 6. avgusta je britanska Laburistična stranka v pamfletu objavila, da britanski delavci ne bodo sodelovali v vojni kot zavezniki Poljske. Leta 1920 so londonski pristaniški delavci preprečili izplutje ladje, namenjene na Poljsko, dokler niso z nje raztovorili orožja. S splošno stavko so zagrozili tudi Sindikalni kongres, parlamentarna Laburistična stranka in Državni izvršilni odbor, če bodo britanske oborožene sile neposredno posredovale na Poljskem. Francoska sekcija Delavske internacionale je v svojem časopisu L'Humanité izjavila: "Niti človek, niti sou, niti naboj za reakcionarno in kapitalistično Poljsko. Naj živi ruska revolucija! Naj živi Delavska internacionala!" Weimarska Nemčija, Avstrija in Belgija so prepovedale tranzit materialov, namenjenih na Poljsko, preko svojih ozemelj. 6. avgusta je poljska vlada izdala "Poziv svetu", v katerem je oporekala obtožbam poljskega imperializma in poudarjala prepričanje Poljske o samoodločbi in nevarnosti boljševiške invazije na Evropo.
Madžarska je ponudila Poljski, da ji pošlje na pomoč 30.000 konjenikov, vendar sta češkoslovaški predsednik Tomáš Masaryk in zunanji minister Edvard Beneš temu nasprotovala in madžarski vojski nista dovolila prehoda preko svojega ozemlja.  Češkoslovaška je glede poljsko-sovjetske vojne 9. avgusta 1920 razglasila svojo nevtralnost. Na Poljsko so iz Madžarske kljub temu prispele znatne količine vojaških in drugih nujno potrebnih zalog. Vodilni poljski poveljnik Tadeusz Rozwadowski je septembra 1920 o Madžarih izjavil: "Bili ste edini narod, ki nam je resnično želel pomagati".
Sovjeti so svoje mirovne pogoje predstavili zaveznikom 8. avgusta v Veliki Britaniji. Sergej Kamenev je zagotovil sovjetsko priznanje neodvisnosti Poljske in pravic do samoodločbe, vendar so pogoji, ki jih je postavil, pomenili predajo poljske države. Premier David Lloyd George in britanski Spodnji dom so potrdili sovjetske zahteve kot pravične in razumne, britanski veleposlanik v Varšavi pa je zunanjemu ministru Eustachyju Sapiehi predstavil kategorični nasvet Združenega kraljestva o tej zadevi. 14. avgusta je poljska delegacija končno odšla v štab Tuhačevskega v Minsku na uradna mirovna pogajanja. Hude mirovne pogoje jim je 17. avgusta predstavil Georgij Čičerin. Na obrobju Varšave so takrat že potekale odločilne bitke. Večina tujih poslancev in zavezniških misij je zapustila poljsko prestolnico in odšla v Poznanj.
Poleti 1919 se je Litva zapletla v ozemeljske spore in oborožene spopade s Poljsko zaradi mesta Vilna in območij okoli Sejnija in Suvalkija. Poskus Piłsudskega, da bi avgusta 1919 z državnim udarom prevzel nadzor nad Litvo, je še poslabšal odnose med državama. Sovjetska in litovska vlada sta 12. julija 1920 podpisali sovjetsko-litovski mirovni sporazum, s katerim so Sovjeti priznali Litvi pravico do Vilne in spornih ozemelj. Sporazum je vseboval tudi tajno določbo, ki je sovjetskim silam dovoljevala neomejeno gibanje v Litvi med vsako sovjetsko vojno s Poljsko, kar je povzročilo vprašanja glede litovske nevtralnosti med še trajajočo poljsko-sovjetsko vojno. Litovci so Sovjetom zagotovili tudi logistično podporo. Skladno s sporazumom je Rdeča armada zasedla Vilno in jo vrnila Litvi tik preden so jo konec avgusta ponovno zavzele poljske sile.
Sovjeti so v Litvi ustanovili tudi svojo komunistično vlado, Litbel, in načrtovali litovski režim, ki bi ga po zmagi v vojni s Poljsko sponzorirala Sovjetska zveza. Sovjetsko-litovski sporazum je bil sovjetska diplomatska zmaga in poljski poraz, ki je imel po mnenju ruskega diplomata Adolpha Joffeja destabilizirajoč učinek na notranjo politiko Poljske.
Leta 1919 je na Poljsko prispela francoska vojaška misija s štiristo člani. Večino misije so sestavljali francoski častniki, vključevala pa je tudi nekaj britanskih svetovalcev, ki jih je vodil Adrian Carton de Wiart. Poleti 1920 je bilo v misiji tisoč častnikov in vojakov pod vodstvom generala Paula Prosperja Henrysa. Člani francoske misije so s programi usposabljanja in sodelovanjem na fronti prispevali k večji bojni pripravljenosti poljskih sil. Med francoskimi častniki je bil tudi stotnik Charles de Gaulle, ki je med poljsko-sovjetsko vojno prejel Virtuti Militari, najvišje poljsko vojaško odlikovanje. De Gaulle se je v Franciji prijavil v "Modro armado" generala Józefa Hallerja, tranzit francoske vojske na Poljsko pa je leta 1919 omogočila Francija. V Modri armadi so bili večinoma vojaki poljskega porekla, pa tudi mednarodni prostovoljci, ki so bili med prvo svetovno vojno pod francoskim poveljstvom. Leta 1920 Francija ni več hotela pomagati Poljski v njeni vojni s Sovjetsko Rusijo. Svojo namero, da bo Poljsko moralno, politično in materialno podprla v njenem boju za neodvisnost, je izrazila šele potem, ko so bili 8. avgusta predstavljeni mirovni pogoji sovjetske vojske.
25. julija 1920 je v Varšavo prispela razširjena zavezniška misija. Vodil je je britanski diplomat Edgar Vincent, v njej pa sta bila tudi francoski diplomat Jean Jules Jusserand in Maxime Weygand, načelnik štaba maršala Ferdinanda Focha, vrhovnega poveljnika zmagovite Antante. Zavezniški politiki so pričakovali, da bodo prevzeli nadzor nad poljskimi zunanjimi zadevami in vojaško politiko. Weygand naj bi postal najvišji vojaški poveljnik poljski vojski, vendar mu to ni bilo dovoljeno in je moral sprejeti položaj svetovalca. Zavezniška misija v Varšavi je bila dokaz, da Zahod ni obupal nad Poljsko, kar je dalo Poljakom razlog za prepričanje, da še ni vse izgubljeno. Člani misije so pomembno prispevali k poljskim vojnim prizadevanjem, odločilno bitko za Varšavo pa so izbojevali in zmagali predvsem Poljaki. Mnogi na Zahodu so zmotno verjeli, da je Poljsko rešil pravočasen prihod zaveznikov. Osrednjo vlogo v nastalem mitu je zasedel Weygand.
Ko se je poljsko-francosko sodelovanje nadaljevalo, je bilo na Poljsko za okrepitev njene vojske poslano francosko orožje, vključno s pehotno oborožitvijo, topništvom in tanki Renault FT. 21. februarja 1921 sta Francija in Poljska sklenili formalno vojaško zavezništvo. Med poljsko-sovjetskimi pogajanji je poljsko ministrstvo za zunanje zadeve posebno pozornost posvečalo obveščanju zaveznikov o njihovem poteku in vzbujanju občutka soodgovornosti za njihov izid.
Sovjetska politika se je postopoma premaknila s spodbujanja svetovne revolucije na razgradnjo sistema versajske pogodbe, ki je bila po Leninovih besedah "triumf svetovnega imperializma".  Lenin je to izjavil med 9. konferenco Ruske komunistične partije RKP(b), sklicano 22. in 25. septembra 1920. Večkrat je omenjal sovjetski vojaški poraz, za katerega je bil posredno v veliki meri odgovoren tudi on. Trocki in Stalin sta drug drugega krivila za izid vojne. Lenin, kateremu osvojitev Varšave sama po sebi ni bila zelo pomembna, bi Sovjetom omogočila rušenje versajske evropske ureditve.

#### Priprave na bitko
Po načrtu vrhovnega poveljnika Rdeče armade Kamenjeva z dne 20. julija 1920 naj bi dve sovjetski fronti, zahodna in jugozahodna, izvedli koncentrični napad na Varšavo. Po posvetu s Tuhačevskim, poveljnikom zahodne fronte, je Kamenjev sklenil, da lahko zahodna fronta sama izvede okupacijo Varšave. 
Tuhačevski je imel v načrtu uničiti poljsko vojsko v varšavski regiji. Z eno od svojih armad bi napadel poljsko prestolnico z vzhoda, druge tri pa naj bi se medtem prebile čez Vislo severneje med Modlinom in Torunjem. Z delom teh armad je nameraval napasti Varšavo z zahoda. Ustrezne ukaze je izdal 8. avgusta 1920. Tuhačevskemu je kmalu postalo jasno, da njegovi načrti ne dajejo želenih rezultatov.
Jugozahodna fronta je dobila nalogo napasti Lvov. V skladu z načrtom in svojimi predhodno izraženimi pogledi je Stalin, član Revolucionarnega sveta jugozahodne fronte, ukazal Budjoniju, naj sproži napad na Lvov. Budjonijeva 1. konjeniška armada in druge sile jugozahodne fronte so bile prvotno usmerjene proti severu v smeri Bresta, da bi skupaj s Tuhačevskim napadle Varšavo. Neskladje povelj in neposlušnost Kamenjeva so pred ključno bitko za Varšavo oslabili položaj sovjetske vojske.
Trocki je Stalinova dejanja interpretiral kot nepokornost, zgodovinar Richard Pipes pa je v nasprotju s tem mnenjem trdil, da je Stalin "skoraj zagotovo deloval po Leninovem ukazu", ko sil ni usmeril proti Varšavi. Po besedah Stalinovega biografa Duraczyńskega je Stalin kljub svoji predanosti Leninu kazal veliko mero pobude in drznosti. Za razliko od drugih sovjetskih funkcionarjev, vključno z Leninom, ni postal evforičen zaradi sovjetskih zmag. Vztrajal pri izjemnem pomenu dejavnosti jugozahodne fronte, ki je nazadnje Sovjete drago stala.
Stalina je morda motiviralo Leninovo pismo, ki mu ga je napisal 23. julija. Glede na to, da je bil poraz poljskih vojsk že praktično dosežen, je sovjetski voditelj predlagal preusmeritev glavnih sovjetskih prizadevanj proti jugozahodu, v Romunijo, Madžarsko, Avstrijo in nazadnje v Italijo. Stalin se je s tem strinjal in videl, da se zavzetje Lvovo na poti proti jugozahodu dobro ujema s splošnim načrtom. Tuhačevski je pozneje krivil Stalina za svoj poraz v bitki za Varšavo.
Piłsudski je imel svoj protiofenzivni načrt izdelan pred 6. avgustom. Odločil se je okrepiti ozemlje okoli Varšave in Modlina, tam zadržati sovjetske jurišne sile in nato uporabiti divizije, vzete s fronte in od drugod, in v tveganem manevru napasti zaledje sil Tuhačevskega. Sovjeti so našli kopijo ukaza Piłsudskega, vendar je Tuhačevski menil, da gre za prevaro. Na zadnji paradi, ki jo je Piłsudski izpeljal pred napadom, je približno polovica njegovih izčrpanih in premalo oskrbovanih vojakov korakala bosih.

#### Bitka za Varšavo
Avgusta 1919 je poljska vojaška obveščevalna služba prvič dešifrirala radijska sporočila Rdeče armade. Od pomladi 1920 je bilo poljsko vrhovno poveljstvo seznanjeno z vsemi trenutnimi sovjetskimi potezami in načrti, ki bi lahko odločilno vplivali na izid vojne.
8. avgusta 1920 je Tuhačevski nekaj sovjetskim enotam ukazal, naj prečkajo reko Vislo na območju Torunja in Plocka. 4. armada in enote pod poveljstvom Hajka Bžiškjana naj bi napadle Varšavo z zahoda, glavni napad pa bi prišel z vzhoda. 19. avgusta so bili Sovjeti po hudih bojih odbiti v napadu na Plock in Vroclavek. Bžiškjanov korpus je bil blizu prečkanja Visle, a se je na koncu umaknil proti Vzhodni Prusiji. Od štirih sovjetskih armad, ki so napadale z vzhoda, nobeni ni uspelo prečkati Visle.
10. avgusta je poljski načelnik generalštaba Tadeusz Rozwadowski, soavtor ofenzivnega koncepta protinapada, je ukazal napad v dveh smereh preko rek Vkre in Vieprza.
Piłsudski, še vedno predmet ostrih kritik, je 12. avgusta premierju Witosu predal pisno izjavo o svojem odstopu s položaja vrhovnega poveljnika. Witos odstopa ni želel obravnavati in je zadevo zadržal zase.
12. avgusta sta 16. in 3. armada Tuhačevskega napadli Varšavo z vzhoda. Poljska 1. armada pod poveljstvom generala Franciszeka Latinika se je sprva umaknila, ko je dobila okrepitve pa je v bitki pri Radzyminu ustavila sovražnika in 15. avgusta prešla v ofenzivo. Zmaga v bitki pri Ossówu 13. in 14. avgusta 1920 je bila prva prepričljiva poljska zmaga na območju Varšave.
Poljska 5. armada pod poveljstvom generala Władysława Sikorskega je 14. avgusta izvedla protinapad z območja trdnjave Modlin, prečkala reko Vkro in se soočila z združenimi silami sovjetske 3. in 15. armade, ki sta bili številčno in materialno močnejši. Napad je sovjetsko fronto razdelil na dva dela. Sovjetsko napredovanje proti Varšavi in Modlinu je bilo ustavljeno in se kmalu spremenilo v umik.
Do 16. avgusta so se poljski protiofenzivi pridružile enote Piłsudskega, ki so prihajale iz Wieprza jugovzhodno od Varšave. Šibka mozirska skupina, ki naj bi zapolnila vrzel med sovjetskimi frontami, je bila uničena. Poljaki so nadaljevali z ofenzivo proti severu in dosegli zaledje sil Tuhačevskega. Sovjetske vojske niso mogle več komunicirati. Tuhačevski in Kamenjev sta postala dezorientirana in izdajala ukaze, nepomembne v dani situaciji. Sledilo je hitro zasledovanje umikajoče se sovjetske vojske, ki se je nadaljevalo do vzhodnopruske meje in reke Nemen. Od štirih sovjetskih armad zahodne fronte sta dve razpadli. 4. armada in konjeniški korpus sta prestopila mejo z Vzhodno Prusijo, kjer so ju internitrali.
Tuhačevski je v svojem štabu v Minsku 18. avgusta prepozno ukazal preostankom svojih sil, naj se pregrupirajo.  Upal je, da bo poravnal frontno črto, zaustavil poljski napad in ponovno prevzel pobudo, vendar je bilo prepozno. 19. avgusta je ukazal umik svoje vojske na celi fronti.
Poljaki so 25. avgusta ustavili lov na umikajoče so sovjetske enote, da bi reorganizirali vojsko pred novimi operacijami. Velik del poraženih sovjetskih enot, skupaj več kot 50.000 vojakov, je bil ujet, 45.000 vojakov pa je bilo interniranih v Vzhodni Prusiji. Preživelo je dvanajst od dvaindvajsetih sovjetskih divizij.
Rydz-Śmigłyjeve enote so začele sestavljati novo frontno črto od Bresta do Grodna. Zmaga je Poljakom omogočila, da so ponovno prevzeli pobudo in prešli v ofenzivo.
Poraz v bitki za poljsko prestolnico je razočaral tako vodstvo v Moskvi kot tudi komuniste in njihove simpatizerje po vsem svetu. Clara Zetkin je izjavila, da je cvet revolucije zmrznil.
Da bi relativizirali vojaške dosežke Piłsudskega in njegovo vlogo pri obrambi Varšave, so na pobudo njegovih poljskih nasprotnikov bitko za Varšavo imenovali "čudež na Visli". Ime je postalo priljubljeno zlasti med poljskimi katoliki, ki so "čudež"  pripisali Devici Mariji.
Po mnenju Piłsudskega in njegovih pristašev na drugi strani je bil za čudež zaslužen izključno maršal. Po majskem državnem udaru leta 1926 se morda nepogrešljivi prispevki Sikorskega ali Rozwadowskega niso več omenjali v šolskih učbenikih in uradnih poročilih. Pred državnim udarom se je v sanacijskem gibanju mit o velikem maršalu zavestno širil in postal prevladujoč. Na Zahodu je ključno vlogo v veni, vidi, vici dobil Maxime Weygand, čeprav je sam iskreno zanikal, da je imel odločilen vpliv v zmagi Poljakov.

#### Konec vojaških operacij
Napredovanje sovjetskih sil na južni fronti v Ukrajini je bilo počasnejše kot na severu. Izgube, ki jih je utrpela Budjonijeva 1. konjeniška armada v bitki pri Brodyju in Berestečku, so zadržale napredovanje proti Lvovu. 16. avgusta je vojska le krenila in bila kmalu od središča mesta oddaljena 15 km.
17. avgusta se je v bitki pri Zadwórzeju poljski bataljon žrtvoval, da bi ustavil Budjonija. 20. avgusta je Budjonijeva konjenica z zamudo prekinila svoje napade na območju Lvova, da bi šla na pomoč sovjetskim silam, ki so se umikale iz Varšave. Enote 1. armade so se 29. avgusta pomaknile proti Zamošću, vendar so poljske in ukrajinske čete uspešno obranile mesto. 31. avgusta je poljska konjenica pod poveljstvom polkovnika Juliusza Rómmela v bitki pri Komarówu pri Hrubieszówu premagala precej okrnjeno 1. konjeniško armado. Bitka je bila največja bitka poljske konjenice po letu 1831. Ostanki Budjonijeve vojske so se 6. septembra umaknili proti Volodimirju in 29. septembra s poljske fronte.
Poljska 3. armada pod poveljstvom Sikorskega je v prodoru proti vzhodu v Volinijo prečkala reko Bug in 13. septembra zavzela Kovel.  Poljska 6. armada pod poveljstvom Hallerja je skupaj z ukrajinsko ljudsko armado začela ofenzivo iz vzhodne Galicije. Do konca septembra je fronta dosegla črto Pinsk–Sarni–Hmelnicki–Jampil. Oktobra je konjeniški korpus Juliusza Rómmla prispel v Korosten v Ukrajini.
Ko je bila neposredna sovjetska grožnja odvrnjena, je poljski Svet za narodno obrambo glasoval za nadaljevanje poljske ofenzive. Do 15. septembra so bile zbrane sile za Operacijo Nemen. Takrat je imela poljska armada na zahodni fronti prednost tako v oborožitvi kot v številu vojakov in štela 209.000 do 145.000 vojakov.
26. avgusta je Tuhačevski vzpostavil novo frontno črto, ki je potekala od poljsko-litovskega mejnega območja na severu do Polesja s središčem na črti med rekama Neman in Svislač. Sovjetski poveljnik je izkoristil tritedensko zatišje v bojih za reorganizacijo in okrepitev svojih potolčenih sil, ki naj bi bile do konca septembra pripravljene za napad. Poljaki so napadli že 20. septembra in se kmalu vključili v bitko pri reki Nemen, drugo največjo bitko v kampanji, in po hudih bojih 26. septembra zavarovali Grodno.  Sledili so poljski čelni napadi. Sovjetske enote so razpadle in se hitro umaknile. Po bitki se sovjetske sile niso več mogle učinkovito upirati Poljakom, ki so jih neprekinjeno zasledovali. Poljske enote so dosegle Zahodno Dvino in sredi oktobra vstopile v Minsk.
Na jugu so Petljurove ukrajinske sile porazile boljševiško 14. armado in 18. septembra prevzele nadzor nad levim bregom reke Zbruč. Oktobra so se pomaknile proti vzhodu do črte Jaruha–Šarhorod–Bar–Litin.  Petljurova vojska je zdaj štela 23.000 vojakov in nadzirala območja neposredno vzhodno od območij pod nadzorom Poljske. Za 11. november je načrtovala ofenzivo v Ukrajino, a so jo 10. novembra napadli boljševiki. Do 21. novembra je bila vojska po več bitkah pregnana na ozemlje pod poljskim nadzorom.
Iz povelja "Ob koncu vojne", ki ga je 18. oktobra 1920 izdal Józef Pilsudski:

Vojaki! 
Dve dolgi leti v prvih letih obstoja svobodne Poljske ste preživeli v trdem delu in krvavi muki. Vojno ste končali z veličastnimi zmagami in sovražnik, ki ste ga zlomili, je končno privolil podpisati prva in glavna načela hrepenečega miru.
Vojaki! Vse to ni bilo zaman. Sodobna Poljska dolguje svoj obstoj veličastnim zmagam zahodnih sil nad državami, ki so razdelile Poljsko. A že od prvega trenutka življenja svobodne Poljske je bilo proti njej iztegnjenih veliko poželjivih rok in veliko prizadevanj je bilo usmerjenih v to, da bi jo obdržali v nemoči, da bi bila, če bi obstajala, le igračka v rokah drugih in pasivno polje za spletke celega sveta.
Poljski narod je prijel za orožje, se izjemno potrudil in ustvaril številno in močno vojsko.
Na moja ramena, kot vrhovnega poveljnika, in v vaše roke, kot branilce domovine, je narod položil težko nalogo zagotoviti obstoj Poljske, pridobiti zanjo spoštovanje in pomen v svetu ter ji dati popoln in neodvisen nadzor nad svojo usodo.
Naša naloga se bliža koncu. Ni bilo enostavno. Poljska, opustošena zaradi vojne, ki se je na poljskih tleh začela ne po njeni volji, je bila revna. Včasih so mi, vojaki, privrele solze v oči, ko sem videl med vrstami vojakov, ki sem jih vodil, vaše bose, obtolčene noge, ki so prehodile že neizmerne razdalje, ko sem videl umazane cunje, ki so pokrivale vaše telo, ko sem vam moral odtrgati že tako skromne vojaške obroke in pogosto zahtevati, da ste šli lačni in premraženi v krvavo bitko. Delo je bilo težko, a zanesljivo, o čemer bodo pričali tisoči grobov vojakov in križev, posejanih po deželah nekdanje republike Poljske, od daljnega Dnepra do domače Visle.
Za vaše delo in vztrajnost, za vašo žrtev in kri, za vaš pogum in drznost se vam, vojaki, zahvaljujem v imenu vsega naroda in naše domovine. [...] Vojak, ki je toliko naredil za Poljsko, ne bo ostal nenagrajen. Hvaležna domovina ga ne bo pozabila. Vladi sem že predlagal, naj del osvojene dežele postane last tistih, ki so jo s poljsko krvjo in neizmernim trudom priborili Poljski. [...]
Vojaki! Poljsko ste naredili močno, samozavestno in svobodno. Lahko ste ponosni in zadovoljni z izpolnjevanjem svoje dolžnosti. Država, ki lahko v dveh letih proizvede takšnega vojaka, kot ste vi, lahko z zaupanjem zre v prihodnost. [...]
Józef Piłsudski, 
prvi maršal Poljske  
in vrhovni poveljnik.

## Mirovna pogajanja
Mirovna pogajanja so se začela v Minsku sredi avgusta 1920. Sovjeti so sprva postavljali ostre mirovne pogoje, ki bi Poljsko spremenili v državo, odvisno od Sovjetske zveze. Po porazu v bitki za Varšavo je glavni sovjetski pogajalec postal Adolph Joffe in prvotni sovjetski pogoji za premirje so bili umaknjeni. Pogajanja so bila 21. septembra prestavljena v Rigo. Ko se je bližala zima in vojaški konflikt ni bil rešen, Rdeča armada pa kljub številnim porazom ni bila uničena, sta se obe strani odločili, da se prenehata bojevati. Poljski svet za narodno obrambo je kljub vztrajanju Piłsudskega in njegovih podpornikov odločil, da si Poljska ne more privoščiti nadaljevanja vojne. Zunanji minister Eustachy Sapieha je izjavi: "Poljska mora skleniti mir tudi brez zagotovil o njegovi trajnosti". Omejeno nadaljevanje trenutne ofenzive je bilo dovoljeno do premirja, da bi si Poljska izboljšala pogajalski položaj. Sovjeti so bili pod velikim pritiskom, ker so se vojskovali tudi drugje: v turško-armenski vojni, proti Beli armadi Pjotra Wrangela, ki še vedno zasedala Krim, in kmečkih uporih v Rusiji.
Predhodni mirovni sporazum in pogoji premirja so bili podpisani 12. oktobra 1920, premirje pa je začelo veljati 18. oktobra. Ratifikacije so bile izmenjane v Liepāji 2. novembra. 18. marca 1921 so sledila pogajanja o mirovnih pogojih med Poljsko na eni strani ter Sovjetsko Rusijo, Sovjetsko Ukrajino in Sovjetsko Belorusijo na drugi. Riški mir, podpisan na ta dan, je določil poljsko-sovjetsko mejo in razdelil sporna ozemlja v Belorusiji in Ukrajini med Poljsko in Sovjetsko zvezo. Sporazum je urejal tudi različne druge vidike poljsko-sovjetskih odnosov. Riški sporazum je dopolnil Versajsko mirovno pogodbo in postavil temelje za razmeroma mirno sožitje v Vzhodni Evropi, ki pa je trajalo manj kot dve desetletji.
Predhodne določbe premirja so od tujih zavezniških sil zahtevale, da zapustijo Poljsko. S podpisom sporazuma s sovjetskimi republikami je Poljska morala preklicati svoje priznanje Petljurove Ukrajinske ljudske republike in drugih ruskih, ukrajinskih in beloruskih "belih" vlad in organizacij. Zavezniške vojaške enote treh narodnosti, ki so bile na Poljskem, so bile razpuščene. Ukrajinska ljudska armada je prestopila črto premirja in se še mesec dni bojevala z Rdečo armado. Njeni ostanki so se vrnili na poljsko ozemlje, kjer so bili internirani.
Riški mir je 14. aprila 1921 potrdil Vseruski centralni izvršni komite, 15. aprila poljski Sejm in 17. aprila Centralni izvršni komite sovjetske Ukrajine. Do poznega poletja 1939 se je Sovjetska zveza vzdržala uradnega dvoma v Riški mir, vendar se je razumelo, da je bil cilj sovjetske politike razveljavitev sporazuma.
Med poljsko-sovjetsko vojno je bilo ubitih okoli 100.000 ljudi, po vojni pa se je moralo rešiti še bolj zapleten problem vojnih ujetnikov. Na obeh straneh so nastala velika razdejanja in gospodarske izgube ter globoke psihične travme. Cilj Piłsudskega ločiti Ukrajino od Rusije ni bil dosežen, kompromis o poljsko-sovjetski meji pa je kazal znake nestabilnosti.

### Rusija
V Rusiji je med letoma 1917 in 1921 potekalo na tisoče kmečkih nemirov in uporov. Vstaja februarja–marca 1920 je močno zmotila sovjetsko vodstvo in negativno vplivala na njegovo vojaško pripravljenost v Ukrajini in Belorusiji pred poljsko ofenzivo na Kijev. Lenin je menil, da je kmečki odpor proti rekvizicijam žita in splošno pomanjkanje bolj ogrožalo sovjetsko Rusijo kot belo gibanje. Zadnji in verjetno največji kmečki upor je bil tambovski upor 1920–1921. Akutno pomanjkanje hrane je doseglo tudi Moskvo in Sankt Peterburg ter prispevalo k izbruhu upora v Kronstadtu marca 1921.
Sovjetska Rusija ni mogla uresničiti številnih političnih ciljev svoje vojne s Poljsko. Kljub podpori Weimarske Nemčije ni mogla uničiti evropskega sistema, ki ga je vsilil Versailles, in obe sili sta morali počakati na drugo priložnost, da odpravita svoje težave.
Poljska delegacija na mirovnih pogajanjih v Rigi, ki jo je vodil Jan Dąbski, se je osredotočila na črto premirja in bodočo mejo. Za Sovjete je bila meja drugotnega pomena. Izjemnega pomena v pogajanjih s Poljsko je bil status Ukrajinske in Beloruske sovjetske republike in njuno priznanje.
16. marca 1921 je bil podpisan anglo-sovjetski trgovinski sporazum, prvi v nizu tovrstnih mednarodnih sporazumov. Prekinil je diplomatsko izolacijo Sovjetske Rusije in posledično omogočil dotok tujega orožja in opreme in s tem prispeval k uspehu ofenzive Tuhačevskega proti partizanom v Tambovski pokrajini, ki se je končala julija 1921.
Prakso rekvizicij žita je sčasoma nadomestila nova ekonomska politika, ki jo je Lenin napovedal 23. marca 1921, in je predstavljala delni kompromis s kapitalizmom.
16. aprila 1922 sta Rusija in Nemčija podpisali Rapalsko pogodbo. Med državama so bili vzpostavljeni diplomatski odnosi in ruski pogajalci so dosegli ugodno rešitev svojih finančnih težav.
Po Riškem miru se je Sovjetska Rusija umaknila za svoj sanitarni kordon. Njeni voditelji so v opustili načrte za svetovno revolucijo, rezultat pa je bil stalinistični "socializem v eni državi". Sovjetska zveza je vstopila v obdobje intenzivne industrializacije in sčasoma postala druga največja industrijska sila na svetu.

### Poljska
Zaradi izgub med bitko in po bitki za Varšavo so Sovjeti poljski mirovni delegaciji ponudili znatne ozemeljske koncesije, vključno z Minskom in drugimi območji, ki so jih zasedle poljske sile. Na drugi strani so bili izčrpani tudi poljski viri in prebivalstvo je želelo mir. Piłsudski in njegov tabor sta nasprotovala mirovnemu procesu in želela nadaljevanje vojno za uresničitev koncepta Medmorja.  Izpolnitev ozemeljskih in političnih idej Piłsudskega je onemogočil Obrambni svet, ki je 11. septembra 1920 glasoval o mejnih pričakovanjih Poljske. Politični položaj Piłsudskega je kljub pozitivnemu izidu bitke za Varšavo ostal šibak in ni mogel preprečiti razvoja dogodkov, ki so pomenili propad njegove dolgoletne vizije velike zvezne države pod vodstvom Poljske.
Pogajanja so nadzirali narodni demokrati Dmowskega. Narodni demokrati so želeli neposredno vključiti v poljsko državo samo pokrajine, ki so se jim zdele zaželene, se pravi tiste z večinskim poljskim prebivalstvom, vsaj v mestih, in tiste ki bi jih lahko polonizirali. Sejm so obvladovali zavezniki Dmowskega, zato so odtlej trajno prevladale tudi njegove ideje o mejah države.
Zaradi neuspelega pohoda na Kijev je Piłsudski izgubil vlogo glavnega igralca in manipulatorja z ljudmi in dogodki v poljski politiki. Konsenza o njegovi prevladujoči vlogi ni bilo več. Posledično mu je bilo dovoljeno zmagati v vojni, razmere v miru pa so določali njegovi nasprotniki.
Narodni demokrati, ki jih je na pogovorih v Rigi vodil Stanisław Grabski, so želeli pridobiti le ozemlje, za katero so menili, da je "etnično ali zgodovinsko poljsko". Za to ozemlje so šteli mesta z večinskim poljskim prebivalstvom in ozemlje, ki bi ga bilo mogoče polonizirati. Na vzhodu je bila poljska kultura celo v mestih šibko zastopana, razen v nekaj zahodnih delih spornih ozemelj. Grabski je začrtal poljsko mejo po tako imenovani liniji Dmowskega, ki jo je že pred tem promoviralo njegovo gibanje. Politika Grabskega je Sovjetom kljub porazu Rdeče armade in popustljivi politiki glavnega sovjetskega pogajalca Adolpha Joffeja omogočila pridobiti nekaj ozemlja, ki so ga sicer zasedle poljske enote. Narodne demokrate je skrbelo, da Poljska ne bi mogla nadzorovati preobširnega ozemlje, na katerem bi bili Poljaki v manjšini, zato so si izborili samo ozemlja, kjer bi lahko prevladovali Poljaki.  Med ozemlji, ki jih je evakuirala poljska vojska, so bili Minsk na severu in Kamianec-Podolski ter druga območja vzhodno od reke Zbruč na jugu. "Koridor Grabskega", pas ozemlja, vstavljen, da bi ločil Litvo od Rusije in povezal Poljsko z Latvijo, je nastal v tako imenovanem uporu Żeligowskega, pristaša maršala Piłsudskega, in omogočil priključitev območja okoli Vilne k Poljski. Narodni demokrati so se zavedali tudi tega, da bodo s priključitvijo nepoljskih ozemelj oslabili svoj volilni položaj. Centralistična politika Piłsudskega, ki jo je zastopal njegov sodelavec Leon Wasilewski, v Rigi ni naletela na plodna tla.
Na dolgi rok shema narodnih demokratov ni povsem delovala, ker je "s poravnavo v Rigi ustvarila Poljsko, ki je bila preveč zahodna, da bi bila federacija, vendar ne dovolj zahodna, da bi ostala nacionalna država". Poljska je imela največji delež etničnih manjšin med vsemi enotnimi državami v medvojni Evropi. Za etnične Poljake sta se šteli samo približno dve tretjini poljskih državljanov. Zavrnitev najbolj vzhodnih območij so narodni demokrati ravno zaradi boljših volilnih možnosti imeli za koristno.  Projektu Medmorje je konec vojne zadal smrtni udarec. Ena od negativnih posledic izida poljsko-sovjetske vojne je bila, da so poljske elite začele pretirano precenjevati vojaške zmogljivosti svoje države. Zahodni opazovalci niso bili tega mnenja in poudarjali, da so je Poljska obranila samo zaradi finančne, logistične in materialne podpore zaveznikov. V vojni je umrlo ali izginilo 99.000 poljskih vojakov, država pa je utrpela tudi ogromno uničenje drugih dobrin.

### Ukrajina
Riški mir je razdelil Ukrajino med Poljsko, ki je dobila vzhodno Galicijo in večino Volinije, in Sovjeti. Poljska je priznala Ukrajinsko sovjetsko republiko in Belorusko sovjetsko republiko.
Varšavski sporazum med Poljsko in Direktoratom Ukrajine je bil razveljavljen. Riški mir je kršil duh prejšnjega zavezništva Poljske z Ukrajinsko ljudsko republiko.  Poljska stran je od samega začetka mirovnih pogajan de facto priznavala Ukrajinsko SSR, sporazum o premirju pa je določal tudi prekinitev podpore tujim silam, uperjenim proti nasprotni strani.  Člane ukrajinske frakcije, ki je sprejela zavezništvo s Poljsko in se borila znotraj tega zavezništva, so poljske oblasti zato internirale. Ukrajinski politični in vojaški voditelji so mirovna pogajanja in njihov izid obsodili in ostro kritizirali.  Ker je bila poljska demokracija "tuja, nereprezentativna in sčasoma okrnjena", je v preostalih medvojnih letih nastala velika zamera zaradi represivne politike poljskih vlad do Ukrajincev, ki so živeli na Poljskem po sklenitvi Riškega miru.
V 20. letih prejšnjega stoletja je sovjetska politika pomagala ustvarjati sodobno ukrajinsko kulturo. Ukrajinske intelektualce, ki jih je kooptirala komunistična partija, so spodbujali k ustvarjanju v ukrajinskem jeziku, rezultat pa je bil kulturni preporod in obdobje velike ustvarjalnosti. Otroci so se izobraževali, večina knjig in časopisov je izhajala v domačem jeziku. Ustanovljena je bila ukrajinska avtokefalna pravoslavna cerkev. Liberalna politika se je končala pod Stalinovo vladavino, ko je bila nova cerkev prepovedana, ukrajinska inteligenca pa uničena v množičnih čistkah.
Glede na okoliščine je v 30. letih prejšnjega stoletja poljska vzhodna Galicija postala središče ukrajinske politične in kulturne dejavnosti. Ukrajinski aktivisti so kljub grozotam, ki so se zgodile v sovjetski Ukrajini, za glavnega sovražnika imeli Poljsko. Počutili so se razočarani nad propadlim zavezništvom in Riškim mirom in jezni na poljske oblasti in poljske lokalne elite. Mnogi so Sovjetsko zvezo dojemali predvsem kot ustvarjalko ukrajinske države, Ukrajinske SSR.

### Belorusija
11. julija 1920 so sovjetske sile vstopile v Minsk. 1. avgusta je bila uradno ustanovljena Beloruska sovjetska socialistična republika. Belorusija je bila tako kot Ukrajina po Riškem miru razdeljena med Poljsko in Sovjetsko zvezo. Politiko Beloruske sovjetske republike je določala Moskva.
Za razliko od Litve in Ukrajine Piłsudski ali njegovi zavezniki vse do pogajanj v Rigi niso predlagali ustanovitve beloruske države, ki bi bila povezana s Poljsko, na pogajanjih pa so zahtevali, da Minsk postane glavno mesto Beloruske ljudske republike.
Podobno kot Petljurove sile v Ukrajini je v Belorusiji delovala Prostovoljna zavezniška vojska pod vodstvom generala Stanisława Bułaka-Bałachowicza, ki je po sklenitvi premirja napadla Sovjete. Bułak-Bałachowiczeve čete so začele ofenzivo 5. novembra, vendar so se morale po začetnih uspehih 28. novembra umakniti na ozemlje pod nadzorom Poljske. Beloruske vojake so poljske oblasti internirale.
Beloruski aktivisti so menili, da so rezultati mirovnega sporazuma v Rigi tragična izdaja. Brez Minska so poljski Belorusi postali večinoma marginalizirana podeželska manjšina. Mnogim od njih se je zato sovjetska republika na vzhodu zdela bolj privlačna alternativa. Leta 1922 je bila ustanovljena Sovjetska zveza kot federacija republik. Njena politika je predvidela morebitno razširitev Beloruske SSR, v katero bi bile vključene tudi beloruske dežele pod poljsko upravo. Komunistična partija Zahodne Belorusije, ustanovljena na Poljskem, je bila pod sovjetskim nadzorom. Ozemlje Beloruske SSR je bilo leta 1923, 1924 in 1926 razširjeno proti vzhodu na ozemlja, ki so pripadala Ruski republiki. V nasprotju z represivno poljsko politiko je Sovjetska zveza v 20. letih prejšnjega stoletja podpirala belorusko kulturo. Ustanovljenih je bilo več velikih nacionalnih ustanov in na tisoče beloruskih šol. Beloruski napredek je bil večinoma uničen pod Stalinom v 30. letih prejšnjega stoletja.
Beloruski aktivisti so jeseni 1921 organizirali kongres svojih predstavnikov v Pragi, da bi razpravljali o Riškem miru in njegovih posledicah za Belorusijo. Vera Maslovska, ki je bila tja poslana kot delegatka območja Białystok, je predlagala resolucijo o boju za združitev Belorusije. Prizadevala si je za neodvisnost vseh beloruskih dežel in obsodila delitev Belorusije. Čeprav konvencija ni sprejela predloga za začetek oboroženega spopada, je sprejela predlog Maslovske, kar je vodilo do takojšnjega maščevanja poljskih oblasti. Infiltrirale so se v podtalno mrežo, ki se je borila za belorusko združitev, in aretirali udeležence. Maslovska je bila aretirana leta 1922 in sojena leta 1923 skupaj s 45 drugimi udeleženci, večinoma kmeti. Med aretiranimi sta bila tudi njen brat in sestra ter več učiteljev in izobražencev. Maslovska je nase prevzela vso odgovornost za podtalno organizacijo, vendar je izrecno izjavila, da ni zakrivila nobenega zločina, saj je delovala le za zaščito interesov Belorusije pred tujimi okupatorji v politični in ne vojaški akciji. Ker obtoženim sodišče ni moglo dokazati sodelovanja v oboroženem uporu, jih je spoznalo za krive političnih zločinov in obsodilo na šest let zapora.

### Litva
Poljska in Litva sta pod pritiskom Antante 7. oktobra 1920 podpisali Suvalški sporazum s črto premirja, ki je pustila Vilno na litovski strani meje. Poljske vojaške delavnosti, še posebej tako imenovani upor Żeligowskega, ki se je začel dva dni po podpisu Suvalškega sporazuma, so omogočile Poljski, da je zavzela Vilensko regijo in ustanovila Odbor za upravljanje Srednje Litve, v katerem so dominirali Poljaki. 8. januarja 1922 je poljska vojska izvedla lokalne zakonodajne volitve, ki so jih Litovci, Judje in Belorusi bojkotirali. Skupščina v Vilni je 20. februarja 1922 glasovala za vključitev "Srednje Litve"  v Poljsko, poljski Sejm pa je 24. marca priključitev odobril. Zahodne sile so obsodile poljska dejanja, vendar je 15. marca 1923 veleposlaniška konferenca, prepričana o zaželenosti geografske ločitve Litve od Sovjetske zveze, potrdila vzhodne meje Poljske, kot jih je določilo Društvo narodov v začetku februarja. Sovjetska zveza je zavrnila dodelitev Vilne Poljski. Litva je zavrnila izpolnitev sklepov Skupščine v Vilni, kar je za nekaj prihodnjih desetletij poslabšalo poljsko-litovske odnose. Po besedah Alfreda E. Senna je Litva sicer izgubila nekaj ozemlja v korist Poljske, vendar je poljska zmaga v poljsko-sovjetski vojni preprečila širitev Sovjetske zveze proti zahodu in Litvi omogočila obdobje medvojne neodvisnosti.

### Latvija
Latvijski spopadi z boljševiki so se končali z latvijsko-sovjetskim mirovnim sporazumom, sklenjenim 11. avgusta 1920. Sledila so pogajanja o miru v Rigi, ki so vzpostavila poljsko-latvijsko mejo na območju Daugavpilsa. Istega leta je Latvija sprejela celovito zemljiško reformo in leta 1922 uvedla demokratično ustavo. Zunanji ministri Latvije, Estonije, Finske in Poljske so 17. marca 1922 podpisali Varšavski sporazum, Rapalska pogodba, podpisana 16. aprila 1922, pa je baltske države dejansko uvrstila v nemško in sovjetsko vplivno območje.

## Ujetniki, vojni zločini in druge sporne zadeve
Po virih, ki jih navaja Chwalba, je od 80–85 tisoč sovjetskih vojnih ujetnikov v poljskem ujetništvu umrlo 16–20 tisoč ujetnikov. Od 51 tisoč poljskih ujetnikov v sovjetskem ujetništvu jih je umrlo 20 tisoč.
Vojna in njene posledice so povzročile polemike, na primer o položaju vojnih ujetnikov na Poljskem ter v Sovjetski Rusiji in Litvi, ravnanju s civilnim prebivalstvom in obnašanjem nekaterih poveljnikov, vključno s Semjonom Budjonijem, Hajkom Bžiškjanom, Stanisławom Bułak-Bałachowiczem, in Vadimom Jakovlevom. Zaradi pogromov Judov s strani poljske vojske so ZDA poslale komisijo, ki jo je vodil Henry Morgenthau, da zadevo razišče.

## Razvoj vojaške strategije
Poljsko-sovjetska vojna je vplivala na poljsko vojaško doktrino, ki je pod vodstvom Piłsudskega poudarjala mobilnost elitnih konjeniških enot. Vplivala je tudi na Charlesa de Gaulla, ki je bil inštruktor v poljski vojski s činom majorja in se je boril v več bitkah, vključno z bitko za Varšavo. S Sikorskim sta na podlagi izkušenj med vojno pravilno predvidela pomen manevra in mehanizacije v naslednji vojni. Čeprav jima v obdobju med vojnama ni uspelo prepričati svojih vojaških ustanov, da bi upoštevale njuna dognanja, sta se med drugo svetovno vojno oba povzpela do položaja poveljnika svojih oboroženih sil v izgnanstvu.

## Posledice in zapuščina
Vprašanje zmage v vojni kljub umiku sovjetskih sil in uničenju treh sovjetskih terenskih armad ostaja med zgodovinarji predmet razprav. Lenin je govoril o velikem vojaškem porazu, ki ga je utrpela Sovjetska Rusija. Sebestyen je zapisal: "Poljaki so močno premagali in osramotili sovjetsko državo – eden od Leninovih največjih porazov". Na konflikt se ne gleda samo kot na poljsko vojaško zmago, ampak tudi kot na njen politični poraz. Z Riškim mirom se je Poljska uradno odpovedala svojim ambicijam zasesti Ukrajino in Belorusijo. Zahodna Ukrajina in zahodna Belorusija sta postali del Poljske, ki je osrednjo in vzhodno Belorusijo in vzhodno Ukrajino priznala kot državi, odvisni od Moskve. Države, ki si jih je Piłsudski zamislil kot članice Medmorja, federacije pod vodstvom Poljske, so se pod Leninom in Stalinom namesto tega vključile v Sovjetsko zvezo.
Jeseni 1920 sta oba sprti strani spoznali, da ne moreta izbojevati odločilne vojaške zmage. Na novo vzpostavljena poljska država je navznoter dokazala svojo sposobnost preživetja, saj je velika večina njenega prebivalstva prispevala k obrambi države in se izkazala za neobčutljivo na pozive boljševikov, naj se pridružijo revoluciji. Kar se tiče glavnih protagonistov, nobenemu ni uspelo doseči svojega glavnega cilja. Za Piłsudskega je bil cilj v neki novi obliki poustvariti poljsko-litovsko Republiko obeh narodov. Za Lenina je bil cilj povzročiti propad kapitalistične zgradbe v Evropi s spodbujanjem revolucionarnih procesov v ključnih državah Zahodne Evrope.
Ruski in poljski zgodovinarji zmago pripisujejo vsak svoji državi. Zunanje ocene se večinoma nagibajo k poljski zmagi ali neodločenemu rezultatu. Poljaki so trdili, da so uspešno obranili svojo državo, Sovjeti pa so trdili, da so odbili poljsko invazijo na Ukrajino in Belorusijo, na katero so gledali kot na del zavezniškega posredovanja v ruski državljanski vojni. Nekateri britanski in ameriški vojaški zgodovinarji so trdili, da je sovjetski neuspeh pri uničenju poljske vojske končal sovjetske ambicije po mednarodni revoluciji.
Andrzej Chwalba našteva, kako se je poljska vojaška zmaga v resnici izkazala za izgubo, ker se je končala zgolj z ohranitvijo poljske države. Dojemanje Poljske kot agresorke je škodovalo njenemu ugledu. Zgodovinarji in publicisti tako na Zahodu kot na Vzhodu so poljsko vzhodno politiko predstavljali kot negativno, neodgovorno in avanturistično. Leta 1920 in po njem je umrlo verjetno več sto tisoč ljudi brez kakršne koli ozemeljske ali politične pridobitve za Poljsko.
Po podpisu premirja s Poljsko oktobra 1920 so Sovjeti premestili čete proti Krimu in napadli Perekopsko ožino. Bela armada Pjotra Wrangela je bila tam dokončno poražena. Do 14. novembra je bilo 83.000 Wrangelovih vojakov in civilistov s francoskimi in ruskimi ladjami evakuirano v Istanbul. Britanska vlada je zavrnila kakršno koli pomoč. Na ruskem ozemlju je ostalo 300.000 belih kolaborantov. Rdeča armada je nato svoje čete preusmerila v regijo Tambov v osrednji Rusiji, da bi zatrla protiboljševiško kmečko vstajo.
Septembra 1926 je bil podpisan sovjetsko-litovski pakt o nenapadanju in Sovjeti so obnovili svoje priznanje litovskih zahtev po območju Vilne. Leta 1939, po sovjetski invaziji na Poljsko, je Stalin prepustil Vilno Litvi, ki je bila leta 1940  vključena v Sovjetsko zvezo kot ena od sovjetskih republik. To ureditev je prekinila nemška okupacija Litve v letih 1941–1944. Litva je ponovno postala neodvisna država leta 1990. V obdobju Litovske sovjetske socialistične republike je Vilna postala mesto, v katerem so prevladovali etnični Litovci.
Po sovjetski invaziji na Poljsko septembra 1939 so meje Belorusije in Ukrajine začrtale sovjetske oblasti. Po operaciji Barbarossa in okupaciji s strani nacistične Nemčije se je Sovjetska zveza tja vrnila leta 1944 in obe sovjetski republiki sta si trajno povrnili tisto, kar so bili od leta 1920 do 1939 poljski "Kresy". Po manjših prilagoditvah po drugi svetovni vojni so meje republik ostale stabilne, razen prenosa Krima leta 1954 iz Ruske SFSR v Ukrajinsko SSR. Meje sovjetskih republik so se po razpadu Sovjetske zveze ohranile kot meje neodvisnih Belorusije in Ukrajine.
Vprašanje vzhodnih meja Poljske se je ponovno odprlo že med drugo svetovno vojno in se o njih razpravljalo na Teheranski konferenci leta 1943. Winston Churchill je zagovarjal Curzonovo linijo iz leta 1920 in ne za meje, začrtane z Riškim sporazumom. Sporazum o tem je bil dosežen na Jaltski konferenci leta 1945. Zahodni zavezniki so kljub zavezniškim sporazumom s Poljsko in kljub poljskemu prispevku v vojni pustili Poljsko v sovjetskem vplivnem območju. Zavezniki so dovolili, da je Poljska ozemeljske izgube na vzhodu nadomestila z velikim delom nekdanjih vzhodnih ozemelj Nemčije. Vsiljena povojna ureditev je mnogim Poljakom postala znana kot "izdaja Zahoda".
Od konca druge svetovne vojne do leta 1989 so imeli oblast na Poljskem komunisti. V tem obdobju je bila poljsko-sovjetska vojna v zgodovinskih knjigah Poljske in drugih držav sovjetskega bloka izpuščena ali minimalizirana ali pa je bila predstavljena kot tuja intervencija med rusko državljansko vojno.
Poljski poročnik Józef Kowalski je bil zadnji živeči veteran poljsko-sovjetske vojne. Na njegov 110. rojstni dan ga je poljski predsednik Lech Kaczyński odlikoval z redom Polonia Restituta.  Kowalski je umrl 7. decembra 2013 v starosti 113 let.